# Wern
Die Wern ist ein knapp einundsiebzig Kilometer langer, rechter und östlicher Nebenfluss des Mains im bayerischen Regierungsbezirk Unterfranken.

## Name
Den Namen schrieb man im 8. Jahrhundert Werma und um das Jahr 1015 Werina. Es liegt die indogermanische Wurzel ûer, was Wasser oder Regen bedeutet, zugrunde, von der mit einem n-Suffix abgeleitet wurde. Diese Wurzel ist auch im Namen des Flusses Wörnitz enthalten. Der Flussname übertrug sich auf die Gemeinden Niederwerrn und Werneck sowie auf die Orte Oberwerrn und Wernfeld.

## Geographie

### Wernquelle
Wo der Ursprung der Wern liegt, ist umstritten. Offiziell entspringt sie zwischen Rannungen und Pfersdorf. Dort gibt es eine auf Karten ausgewiesene Wernquelle, teilweise auch Aubrunnen genannt, auf etwa 286 m ü. NHN ungefähr einen Kilometer nordöstlich der Ortsmitte von Pfersdorf. Diese schüttet aber durchschnittlich nur ein bis zwei Liter pro Sekunde und versiegt im Sommer vollständig. Wenige Schritte nach dieser Quelle mündet aus dem Nordosten der 4,4 km lange Augraben, der wegen seiner höheren Wasserführung und viel größeren Länge auch als Oberlauf der Wern angesehen wird. Er entsteht am Südwestrand des Dorfes Rannungen auf etwa 326 m ü. NHN und biegt nach etwa 600 Metern in die Zulaufrichtung seines mehr oder weniger beständigen linken Oberlaufes ab, welcher Lein- oder Leimgraben genannt wird. Dieser Leimgraben ist fast 2,0 km lang und beginnt in der Gemarkung der Gemeinde Dittelbrunn etwa 700 Meter nordöstlich des Ortskerns von Pfändhausen nahe der Kreisstraße nach Rannungen auf etwa 364 m ü. NHN.
Auf Blatt Eltingshausen der Landvermessung in Bayern von 1844 ist der Augraben-Talabschnitt oberhalb des Aubrunnens trocken; einen großen Abschnitt  des dort Leim-Graben genannten linken Augraben-Oberlaufs zeichnet die historische Karte jedoch ein. Der Augraben wurde in den 1930er Jahren als Entwässerungsgraben ausgebaut, seine beiden Oberläufe sind fast überall Weggräben.

### Verlauf
Die Wern fließt zunächst in südlicher Richtung und nähert sich dabei dem Main bei Schweinfurt bis auf ca. zwei Kilometer.
Dann wendet sie sich nach Westen und durchfließt den nördlichen Teil des Maindreiecks. Nachdem sie sich in der Nähe von Karlstadt-Stetten wiederum bis auf ca. zwei Kilometer dem Main genähert hat, ändert sie auch hier ihre Richtung und fließt nach Norden weiter.
Beim Gemündener Stadtteil Wernfeld mündet die Wern schließlich auf einer Höhe von 152 m ü. NHN in den Main.
Ihr 70,9 km langer Lauf endet ungefähr 134 Höhenmeter unterhalb ihrer Quelle, sie hat somit ein mittleres Sohlgefälle von etwa 1,9 ‰.

Quelle und Mündung der Wern
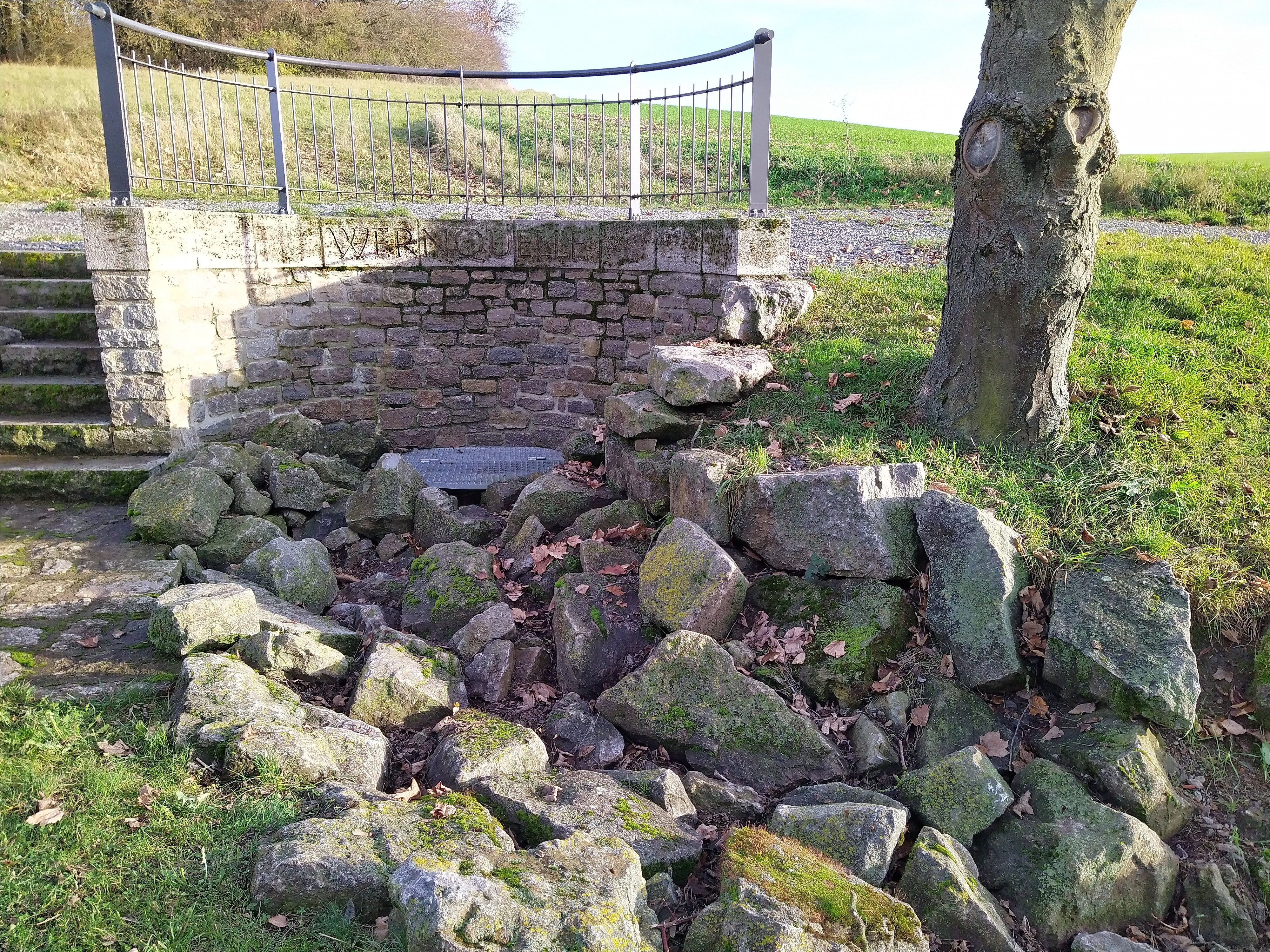
Wernquelle
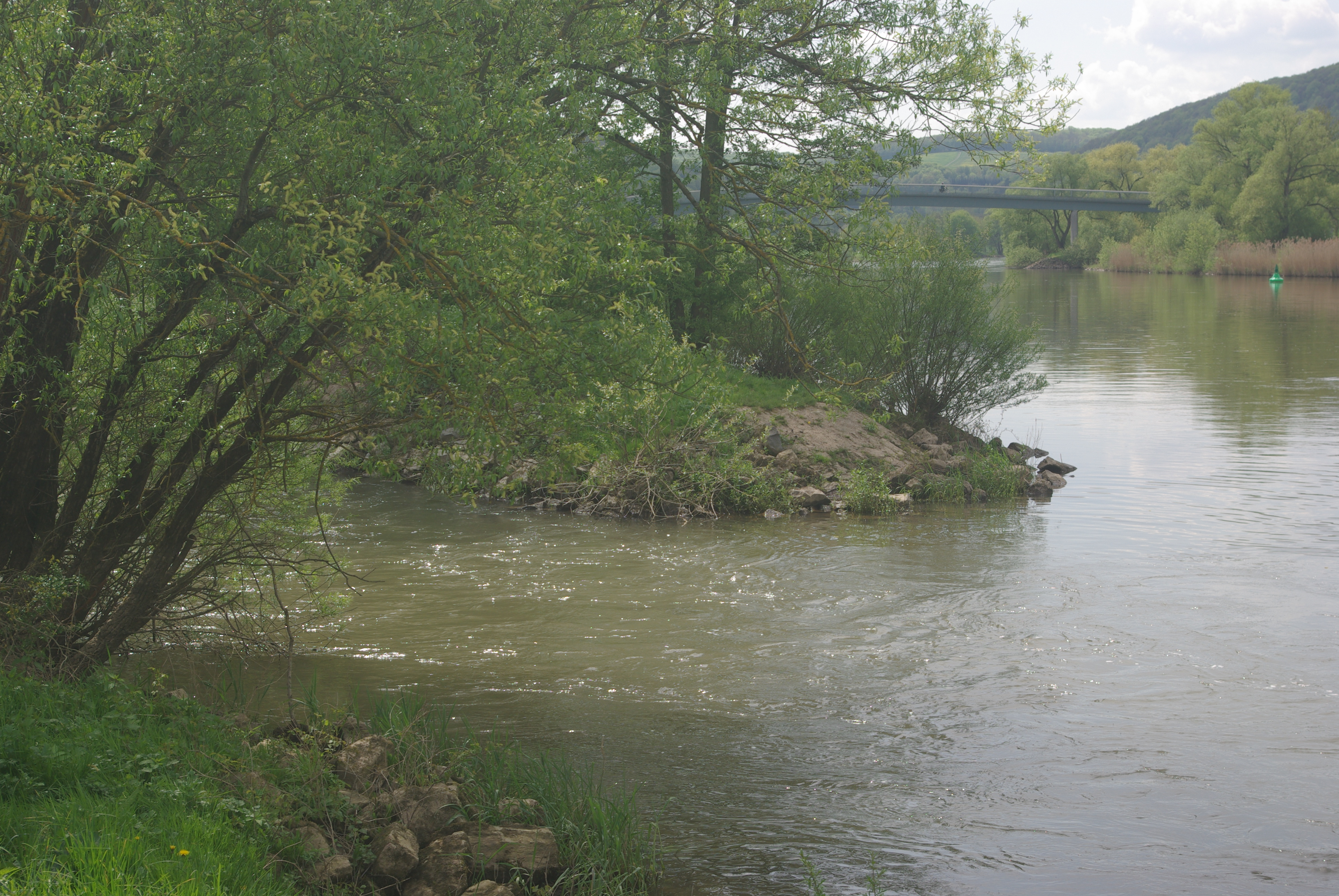
Mündung in Wernfeld

### Einzugsgebiet

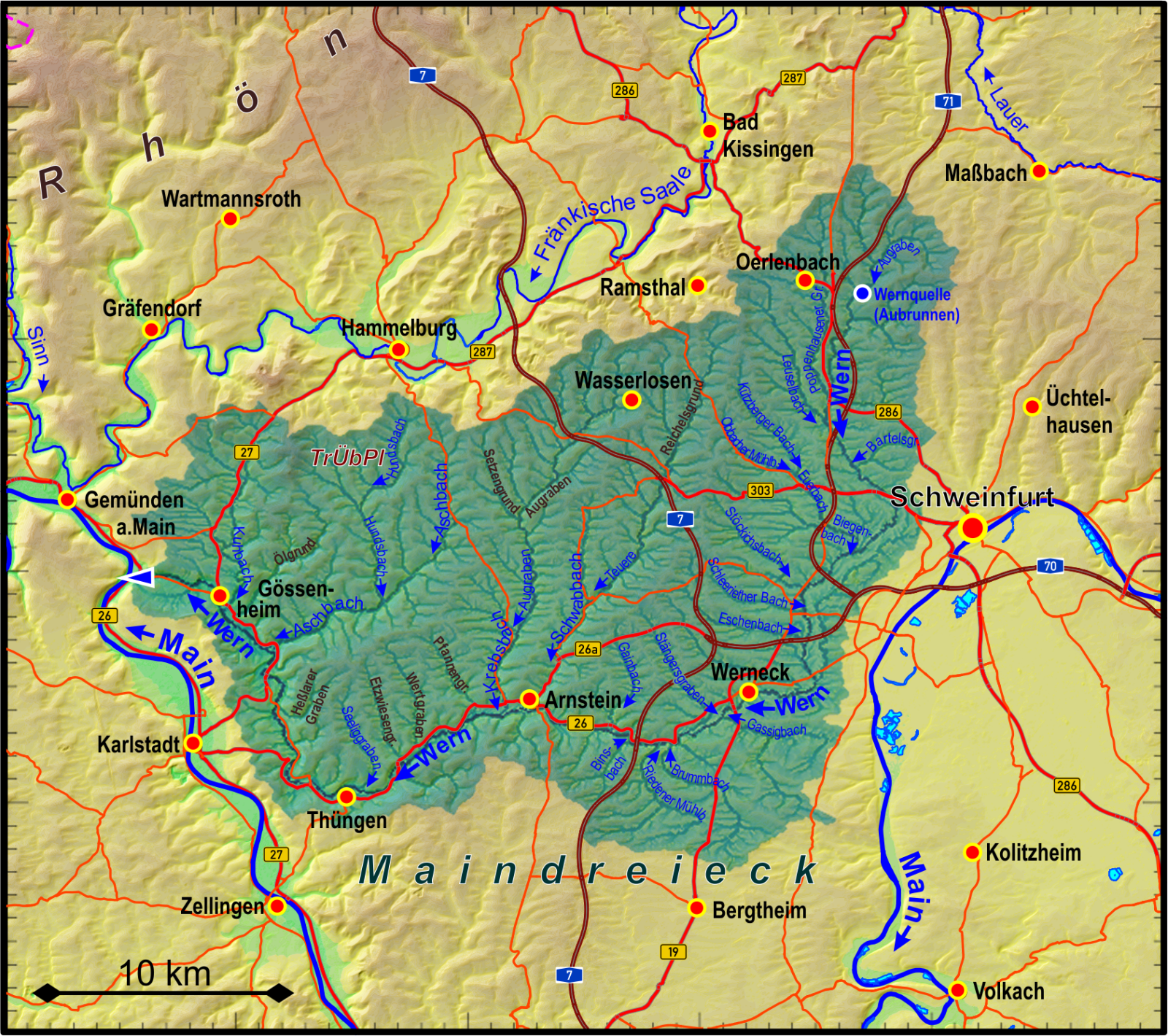
Einzugsgebiet der Wern

Der etwa 600 km² große nördliche Teil des vom Maindreieck eingeschlossenen Gebiets südlich der Fränkischen Saale und der Lauer wird durch die Wern über Main und den Rhein zur Nordsee hin entwässert.
Das Einzugsgebiet  erstreckt sich von der Münnerstädter Hochfläche über die Wernecker Gäuflächen und neben dem Werngrund auch auf den nördlich davon gelegenen Bachgrund.
Es grenzt
- im Nordosten an das Einzugsgebiet der Lauer, die über die Fränkische Saale in den Main entwässert;
- im Osten an das des Marienbachs, der in den Main mündet;
- im Süden an das der Pleichach, die ebenfalls in den Main mündet;
- im Südwesten an das des Dürrbachs, der ein weiterer Mainzufluss ist;
- im Nordwesten an das der Fränkische Saale direkt und
- ansonsten an das Einzugsgebiet des Main direkt oder an das seiner kleineren und namenlosen Zuflüsse.

### Zuflüsse
Direkte und indirekte Zuflüsse
Diagramm der 10 längsten direkten Zuflüsse
Tabelle

Tabelle der direkten Zuflüsse in der Reihenfolge ihrer Mündungen am Lauf. Auswahl.

Längen- und Einzugsgebietswerte (EZG) – sofern dort ausgewiesen – nach dem amtlichen Gewässerverzeichnis, sonst abgemessen auf der amtlichen topographischen Karte.
| Name                                         | GKZ        | Länge in km | EZG in km² | Zuflussseite        | Mündungs- höhe (m ü. NHN) | Mündungsort               |
| -------------------------------------------- | ---------- | ----------- | ---------- | ------------------- | ------------------------- | ------------------------- |
| Augraben (mit Oberlauf ab Rannungen)         | 2438-120   | 04,43       | 16,10      | rechts              | 286                       | Poppenhausen-Pfersdorf    |
| Behrwiesengraben (Heidgraben)                | 02438-1312 | 01,10       |            | rechts              | 282                       | Poppenhausen-Pfersdorf    |
| Pfersbach                                    | 2438-132   | 03,20       |            | links               | 273                       | Poppenhausen-Pfersdorf    |
| Poppenhausener Gemeindegraben                | 2438-140   | 04,21       | 15,71      | rechts              | 248                       | Poppenhausen              |
| Leuselbach                                   | 2438-160   | 07,96       | 13,43      | rechts              | 241                       | Poppenhausen-Kronungen    |
| Maibach                                      | 2438-180   | 04,86       | 06,97      | links               | 241                       | Poppenhausen-Kronungen    |
| Ebersbach                                    | 2438-912   | 01,70       |            | links               | 240                       | Poppenhausen-Kronungen    |
| Gänsbrunngraben                              | 2438-19?   | 0,7         |            | links               | 237                       | Poppenhausen-Kronungen    |
| Nußgraben                                    | 2438-19?   | 01,30       |            | rechts              | 236                       | Niederwerrn-Oberwerrn     |
| Röstgraben                                   | 2438-19?   | 01,00       |            | links               | 235                       | Niederwerrn-Oberwerrn     |
| Bartelsgraben                                | 2438-19?   | 03,00       |            | links               | 234                       | Niederwerrn-Oberwerrn     |
| Unterer Sulzgraben                           | 2438-19?   | 01,80       |            | rechts              | 223                       | Geldersheim               |
| Biegenbach (mit Euerbach)                    | 2438-200   | 10,35       | 28,40      | rechts              | 223                       | Geldersheim               |
| Stöckigbach (linker Oberlauf: Stöckichsbach) | 2438-320   | 04,56       | 16,49      | rechts              | 220                       | Werneck-Schnackenwerth    |
| Güßgraben                                    | 2438-33?   | 01,90       |            | rechts              | 219                       |                           |
| Eschenbach (Kieslochgraben)                  | 2438-340   | 08,22       | 09,03      | rechts              | 219                       |                           |
| Holzgraben                                   | 2438-35?   | 01,50       |            | rechts              | 219                       |                           |
| Lachbach (mit Lachgraben)                    | 2438-360   | 08,55       | 08,13      | rechts              | 218                       | Werneck-Ettleben          |
| Gassigbach (mit Siebenbrunnengraben)         | 2438-37?   | 06,99       |            | links               | 217                       | Werneck-Zeuzleben         |
| Stängersgraben                               | 2438-37?   | 06,14       |            | rechts              | 216                       | Werneck-Zeuzleben         |
| Herrgottsbrunnengraben                       | 2438-37?   | 00,72       |            | links               | 216                       | Werneck-Zeuzlebener Mühle |
| Katzenbach                                   | 2438-37?   | 02,00       |            | rechts              | 216                       | Werneck-Zeuzleben         |
| Weidleinsbach                                | 2438-37?   | 03,10       |            | links               | 216                       | Werneck-Mühlhausen        |
| Brummbach                                    | 2438-37?   | 08,13       |            | links               | 216                       | Werneck-Mühlhausen        |
| Riedener Mühlbach                            | 2438-380   | 08,92       | 12,87      | links               | 215                       | Werneck-Mühlhausen        |
| Binsbach                                     | 2438-39?   | 03,50       |            | links               | 213                       | Arnstein-Gänheim          |
| Hörleinsgraben (Mittellauf Gainbach)         | 2438-39?   | 05,44       | 10,00      | rechts              | 211                       | Arnstein-Gänheim          |
| Hinterer Lerchengraben                       | 2438-39?   | 01,40       |            | links               | 206                       | Arnstein                  |
| Schwabbach                                   | 2438-400   | 10,58       | 65,07      | rechts              | 202                       | Arnstein                  |
| Krebsbach (mit Augraben)                     | 2438-600   | 07,77       | 64,97      | rechts              | 201                       | Arnstein-Heugrumbach      |
| Pfannengraben                                | 2438-720   | 04,45       |            | rechts              | 200                       | Arnstein-Marbach          |
| Wertgraben                                   | 2438-73?   | 03,21       |            | rechts              | 195                       | Arnstein-Halsheim         |
| Etzwiesengraben                              | 2438-740   | 02,52       | 05,76      | rechts              | 195                       | Arnstein-Halsheim         |
| Seeliggraben                                 | 2438-75?   | 03,60       | 05,69      | rechts              | 192                       | Thüngen                   |
| Kleine Wern                                  | 2438-760   | 05,02       | 10,91      | linker Teilungslauf | 187                       | Karlstadt-Stetten         |
| Heßlarergraben                               | 2438-79?   | 00,38       | 02,02      | rechts              | 184                       | Eußenheim-Schönarts       |
| Neubergsgraben (Obertal Heßlarergraben)      | 2438-79?   | 04,70       | 04,16      | rechts              | 178                       | Eußenheim                 |
| Aschbach                                     | 2438-800   | 16,51       | 69,59      | rechts              | 173                       | Eußenheim-Aschfeld        |
| Kuhbach (mit Mühlbach)                       | 2438-920   | 09,91       | 32,57      | rechts              | 167                       | Gössenheim                |
| Ringelbach                                   | 2438-99?   | 02,30       | 01,26      | rechts              | 164                       | Gössenheim                |

Die kleineren Zuflüsse führen oft nur im Frühjahr oder nach starken Niederschlägen Wasser.

### Ortschaften
Zu den Ortschaften an der Wern gehören (flussabwärts betrachtet):
- Gemeinde Rannungen (am Leimgraben / Augraben)
- Gemeinde Poppenhausen (mit den am Fluss gelegenen Ortsteilen Pfersdorf, Hain, Poppenhausen und Kronungen)
- Gemeinde Niederwerrn (Ortsteile Oberwerrn und Niederwerrn)
- Stadt Schweinfurt (Ortsteile Bergl und Musikerviertel)
- Gemeinde Geldersheim
- Markt Werneck (Ortsteile Schnackenwerth, Ettleben, Werneck, Zeuzleben und Mühlhausen)
- Stadt Arnstein (Ortsteile Gänheim, Arnstein, Heugrumbach, Reuchelheim, Müdesheim, Halsheim und Binsfeld)
- Markt Thüngen
- Stadt Karlstadt (Ortsteil Stetten)
- Gemeinde Eußenheim (Ortsteile Schönarts, Eußenheim und Aschfeld)
- Gemeinde Gössenheim (Ortsteile Gössenheim und Sachsenheim)
- Stadt Gemünden (Ortsteil Wernfeld)

Die Wern ist Namensgeber der Interkommunalen Allianz Oberes Werntal.

## Wasserführung
Das Maindreieck ist eines der regenärmsten Gebiete in Deutschland. Vor allem in seinem nordöstlichen Teil werden übers Jahr meist nur Niederschlagsmengen von weniger als 600 mm gemessen. Die Abflussspende des Einzugsgebietes ist deshalb mit 4,3 l/(s·km²) außergewöhnlich niedrig. Die Wern führt oft nur wenig Wasser, und die Wasserqualität ist recht schlecht (meist Güteklasse II bis III); sie hat sich aber nach 2010 durch den Bau neuer Kläranlagen und die Renaturierungsmaßnahmen deutlich verbessert.

## Fauna
In der Wern kommen Europäische Äsche, Bachforelle, Bachschmerle, Barbe, Brachse, Elritze, Giebel, Gründling, Hasel, Regenbogenforelle, Rotauge, Aal, Aitel und Schleie vor.

## Umbauarbeiten
Am Oberlauf hat die Wern nur wenig Gefälle. Der früher stark gewundene Flusslauf wurde dort bis Arnstein in den 1930er Jahren durch den Reichsarbeitsdienst begradigt, um zusätzliche landwirtschaftliche Nutzflächen zu gewinnen.
Das versucht man nun aus Naturschutzgründen und zum Schutz vor Hochwasser wieder rückgängig zu machen.

## Mühlen

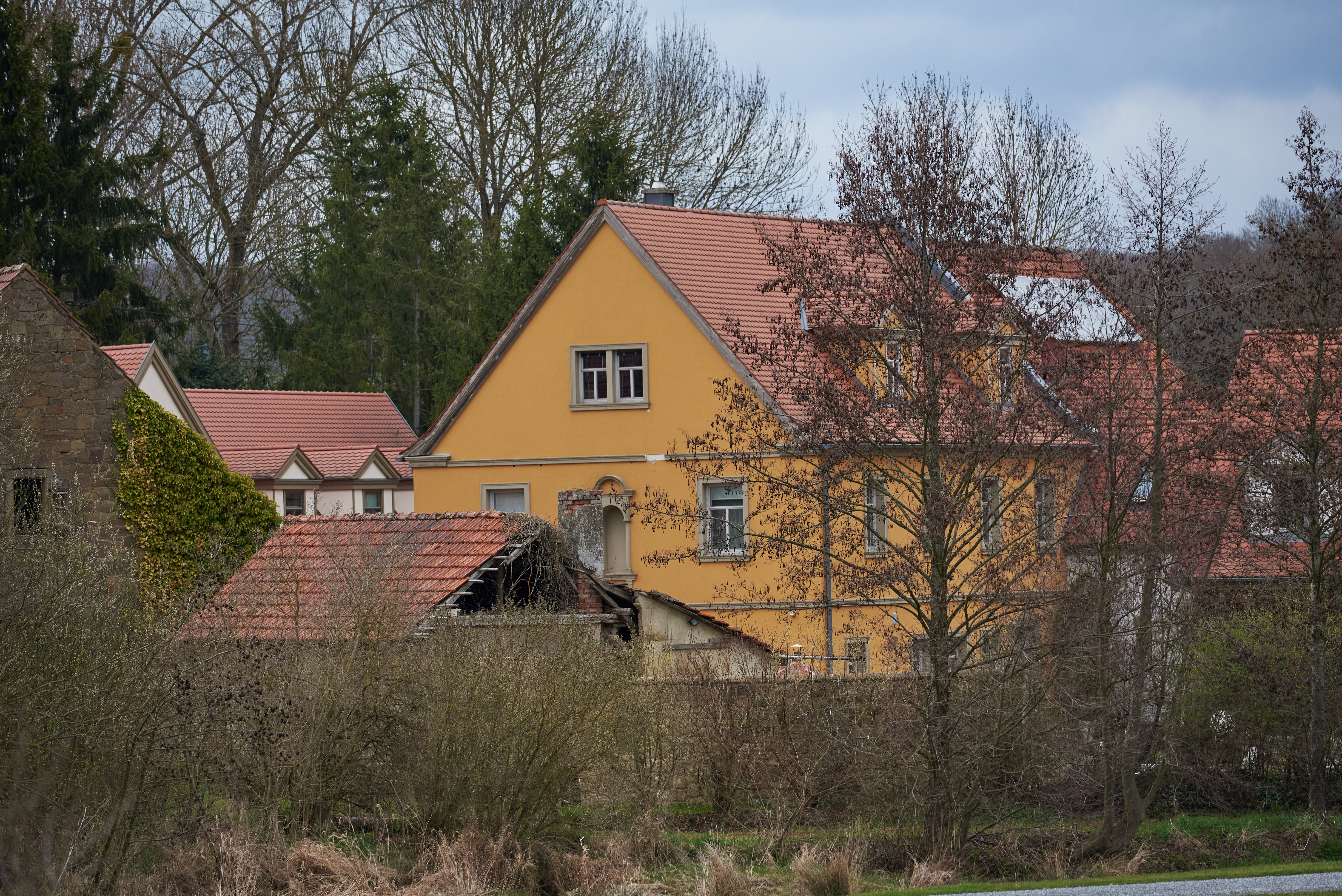
Die Weidenmühle in Poppenhausen

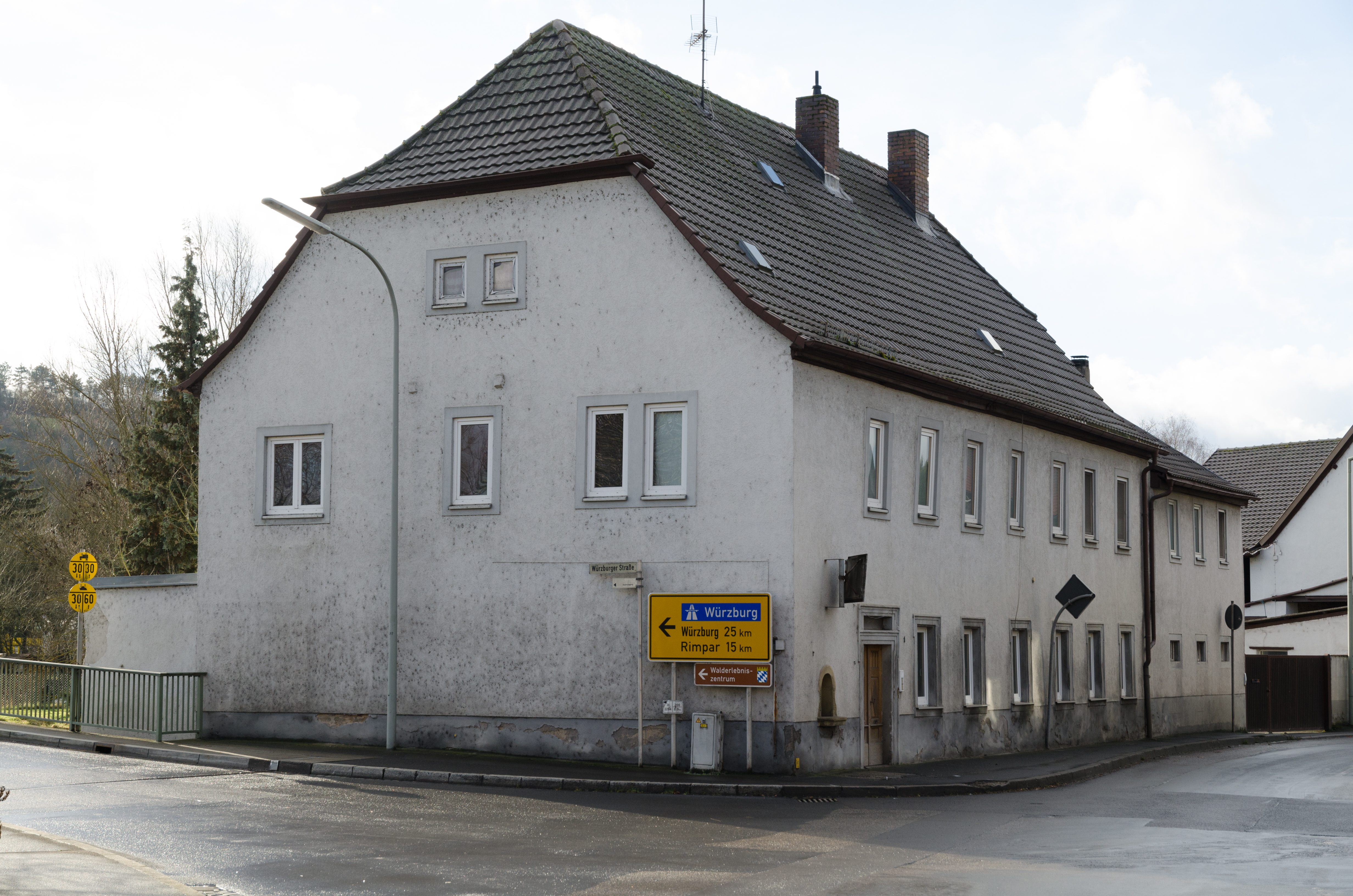
Ehem. Mühle in Arnstein (Obere Stadtmühle)

Flussabwärts vom Ursprung bis zur Mündung
- Poppenhausen
  - Hain
    - Hainer Mühle[14] (Im Werntal)

(Die Mühle liegt auf einer Insel zwischen der Wern und einem Mühlkanal am südwestlichen Ortsausgang von Hain. Sie war eine Getreidemühle)
- Poppenhausen
  - Stengelsmühle

(Die 1261 erstmalig urkundlich erwähnte Mühle lag zwischen einem Mühlbach und  östlich von Poppenhausen)
- Fuchsenmühle oder Diettermühle (Ernst-Stahl-Weg)

(Die Mühle lag im 17. Jh. mit Haus, Hof und Scheune auf der Westseite der Wern und ist heute ein Sägewerk)
- Weidenmühle (Ernst-Stahl-Weg 107)

(Zweigeschossiger Satteldachbau, beim Zufluss des Leuselbachs westlich eines Mühlgrabens gelegen)
- Kronungen

- Backenmühle (Bachmühlenweg 18)

(Östlich von Kronungen auf der rechten Seite der Wern gegenüber der Mündung des Ebersbachs gelegen. Die Mühle wurde im Dreißigjährigen Krieg  zerstört und 1927 stillgelegt)
- Storchmühle (Storchmühlenweg 1)

(Zwischen Kronungen und Oberwerrn auf der rechten Seite der Wern gelegen. Die Mühle wurde im 19. Jh. zum Mahlen von Getreide und Kartoffelstärke genutzt. Heute ist sie noch aktiv als Kornmühle und Stromerzeuger)
- Niederwerrn
  - Oberwerrn
    - Marxmühle[24][25]

(Mehlmühle mit 2 Mahlgängen, liegt bei der Mündung des Nußgraben am nördlichen Ortsausgang von Oberwerrn auf einer Insel zwischen Mühlgraben und Wern. Die Mühle bekam 1904 eine Turbine und wurde 1930 stillgelegt)
- Niederwerrn

- Paulusmühle

(Obere Mühle oder Paulusmühle mit 2 Mahlgängen. Sie liegt zwischen Oberwerrn und Niederwerrn auf der rechten Seite der Wern und wurde von 1811 bis 1944 betrieben und zum Teil zur Stromerzeugung genutzt )
- Wiesmühle

(Die Wiesmühle (1313 bis 1959) liegt bei Niederwerrn auf der rechten Seite der Wern. Sie  war eine Getreidemühle und eine der ältesten und am längsten betriebenen Mühlen im Ort)
- Schweinfurt
  - Musikerviertel
    - Schussermühle bei Bellevue[31][32]

(Die auf der linken Seite der Wern liegende Mühle wurde 1791 gegründet und wurde zunächst als Schleifmühle und 1812 als Getreidemühle betrieben)
- Bergrheinfeld
  - Bergrheinfeld
    - Rothmühle[33][34]

(Das Anwesen liegt auf der linken Seite der Wern und bestand früher aus einer Mühle mit 2 Mahlgängen, einer Scheuer und Stallungen)
- Riedmühle oder Riedhof

(Der Hof und die Mühle liegen auf der linken Seite der Wern. Die Mühle mit Wohnhaus  wird seit dem Ende des 16. Jh. erwähnt. Sie hatte seit 1730 ein zweites Rad)
- Werneck

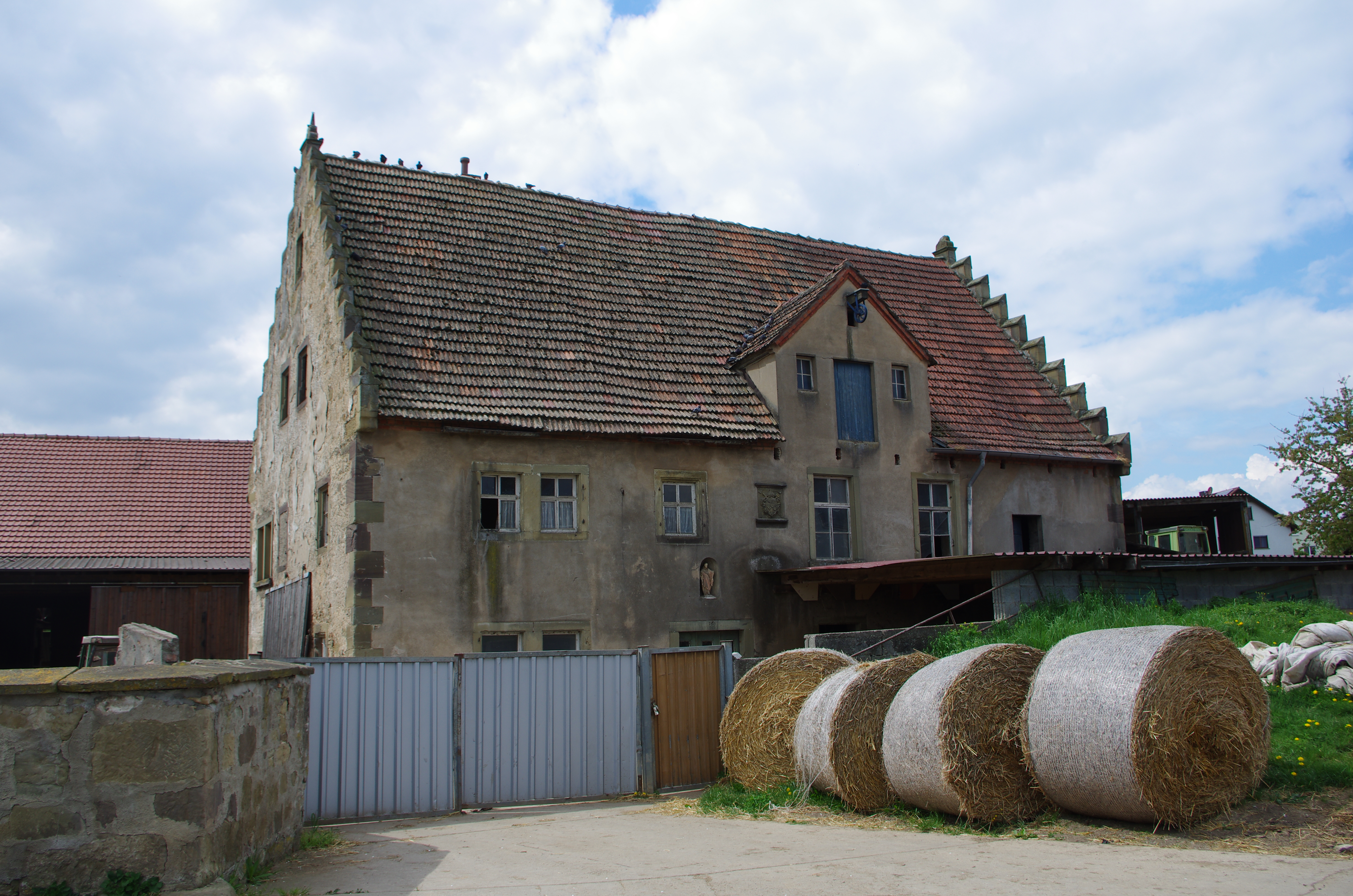
Ehem. Mühle in Ettleben (bezeichnet 1652)
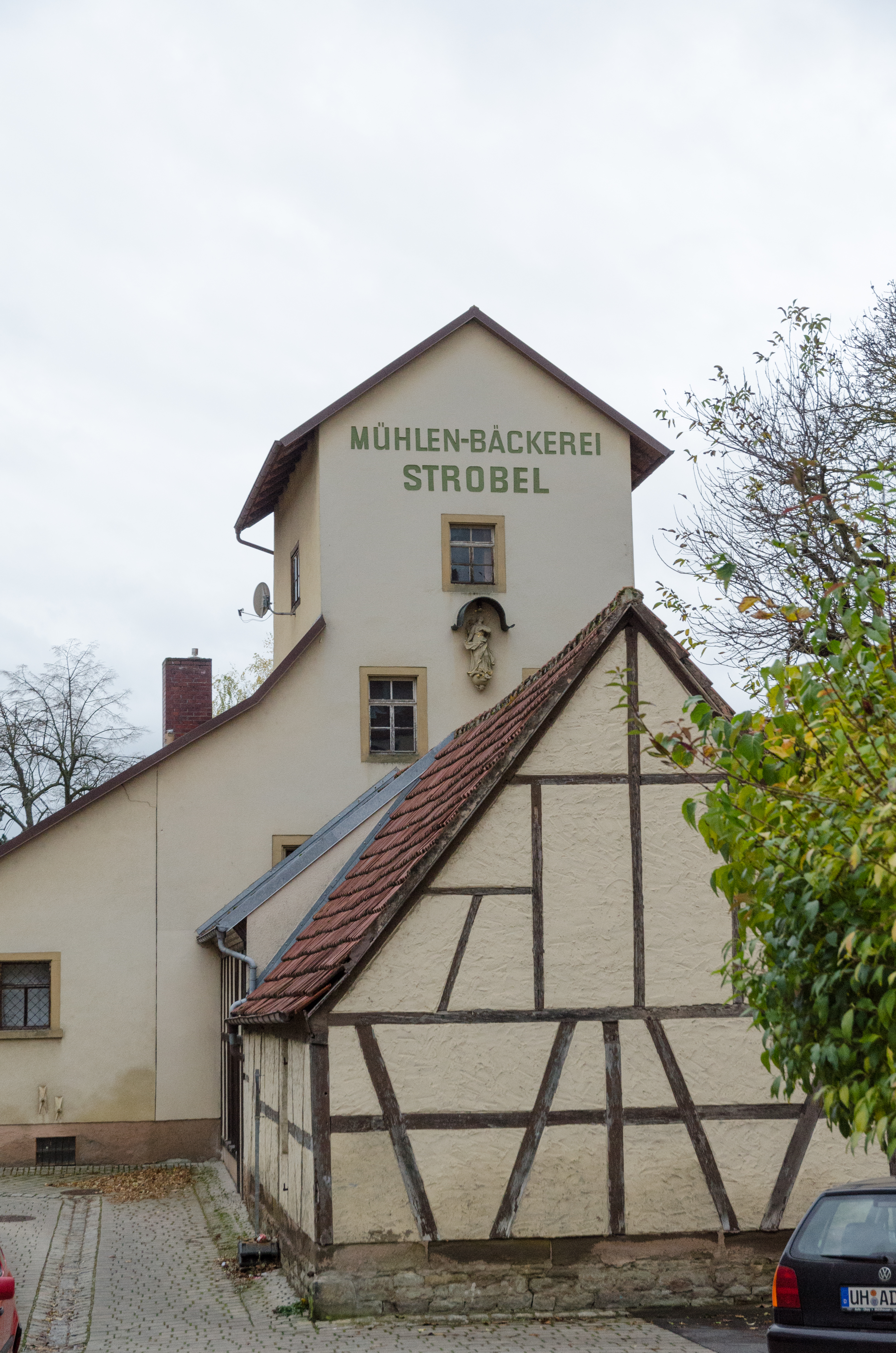
Ehem. Schlossmühle in Werneck

- Ettleben

- Ettlebener Mühle

(Die Mühle, ein zweigeschossiger, verputzter Massivbau mit Satteldach und Stufengiebeln. Sie war eine Mahl- und Schneidmühle und lag am Südrand von Ettleben auf der linken Seite der Neuen Wern, die eine rechte Abspaltung der Wern war)
- Werneck

- Schlossmühle oder Wernecker Mühle

(Die 1592 entstandene ehem. Schlossmühle lag auf der rechten Seite der Mühlenwern, einen etwa sechs Kilometer langen Flussarm, der die Mühlräder in Ettleben und Werneck antreiben sollte)
- Arnstein
  - Gänheim
    - Aumühle[44][45], auch Haumühle[46]

(Die ostsüdöstlich von Gänheim auf der rechten Seite der Wern liegende Mehlmühle ist ab 1400 erstmals als Haumühle belegt, 1850 wurde sie in Aumühle umbenannt und im April 1956 durch einen Großbrand zerstört)
- Kaisermühle

(Die am Nordrand von Gänheim auf der rechten Seite der Wern liegende Mühle entstand 1709. Heute ist dort ein Kraftfutterwerk)
- Arnstein

- Ölmühle (Ölmühlweg 39)

(Die 1809 erbaute Mühle liegt im Südwesten von Arnstein auf der linken Seite der Wern. Sie war eine Ölmühle mit 2 Mahl- und einem Ölgang, mit einem  Wohnhaus sowie einer Mahlmühle mit 2 Gängen und einem Ölstampf nebst Wagenhalle, Stallung, Schweinestall und Hofraum)
- Obere Stadtmühle  (Grabenstr. 1)

(Die ehem. Mühle liegt mitten in Arnstein auf der rechten Seite der Wern. Sie ist ein zweigeschossiger Halbwalmdachbau mit verputztem Fachwerkobergeschoss in Ecklage)
- Gaums-Mühle oder Stadtmühle (Karlstadter Str. 37)

(Die Mühle lag westlich des alten Ortskerns von Arnstein auf der rechten Seite  der Wern)
- Schmitt-Mühle (Karlstadter Str. 39)

(Auf der rechten Seite der Wern, direkt neben der Gaums-Mühle)
- Heugrumbach

- Weihersmühle (Weihermühlweg 9)

(Die Mühle liegt südöstlich von Heugrumbach auf der rechten Seite der Wern)
- Bergmühle (Bergmühle 1)

(Die 1303 gegründete Mühle liegt direkt östlich der Gemarkungsgrenze von Reuchelheim zu Heugrumbach auf der linken Seite der Wern und hatte zwei Mahlgänge. Heute wird sie als Wirtshaus genutzt)
- Reuchelheim

- Förstenmühle (Marbacher Str. 4)

(Die Mühle lag am Nordrand von Reuchelheim am linken Ufer der Wern)
- Müdesheim

- Taubermühle (Taubermühle 4)

(Die Mühle lag am östlichen Ortsausgang von Müdesheim auf der rechten Seite des Mühlkanals und wurde 1320 erstmals erwähnt. Sie bestand aus einer Getreidemühle und einer Sägemühle und gilt als ältester Betrieb in Müdesheim)
- namenlose Getreidemühle (Mühlgasse 8)

(Die Mühle lag am Südrand von Müdesheim auf der rechten Seite der Wern. Sie ist ein zweigeschossiger Satteldachbau mit Fachwerkgiebel aus dem 18. Jh. Die letzte dieser Dorfmühlen war bis 1975 in Betrieb und erzeugte zeitweise Strom.)
- Halsheim

- Namenlose Mühle (Winterbergstraße 6)

(Die Mühle liegt am Südrand von Halsheim auf der rechten Seite der Wern. Sie war eingängig und hatte eine Scheuer, Ställe und einen Garten)
- Binsfeld

- Wernmühle (Untere Dorfstraße 22)

(Die schon vor 1588 nachweisbare Getreidemühle mit einem Mahlgang lag am Westrand des Ortkerns von Binsfeld auf der linken Seite der früher Neue Wern und heute Kleine Wern genannten linken Abspaltung der Wern. Die Mühle wurde im Jahr 1943 außer Betrieb gesetzt)
- Thüngen
  - Thüngen
    - Obermühle[74] oder Neue Mühle[75] oder Zigeuner Mühle[76]

(Die Mühle liegt zwischen Thüngen und Binsfeld an der Neuen Wern auf einer Insel)
- Burgmühle (Gartenstraße 11)

(Die Mühle lag unterhalb des Schlossbergs von Thüngen auf der linken Seite der Neuen Wern. Im Jahr 1875 wurde eine Schneidmühle gegründet und heute ist dort ein Holzwerk)
- Riedmühle (Hauptstraße 21)

(Die 1571 erbaute Mühle liegt nördlich von Thüngen auf der rechten Seite der Wern, die früher dort auch Alte Wern gemannt wurde)
- Seemühle (Seedamm 23)

(Die Mühle lag am Nordrand von Thüngen auf der linken Seite der Kleinen Wern)
- Karlstadt

- Stetten

- Steinmühle oder Obere Mühle (Sennrainstraße 9)

(Die Mühle lag südöstlich oberhalb von Stetten auf der linken Seite der Kleinen Wern)
- Schechenmühle oder Dorfmühle (Werntalstraße 72)

(Die Mühle lag in Stetten auf der linken Seite der Neuen Wern, die damals noch durchs Dorf floss)
- Neumühle (Brückbergstraße 11)

(Die 1554 erbaute Mühle lag nördlich von Stetten auf der rechten Seite der Wern. 1830 gab es dort im Haus Nr. 37a eine Getreidemühle und im Haus Nr. 37b eine Gipsmühle)
- Eußenheim

- Eußenheim

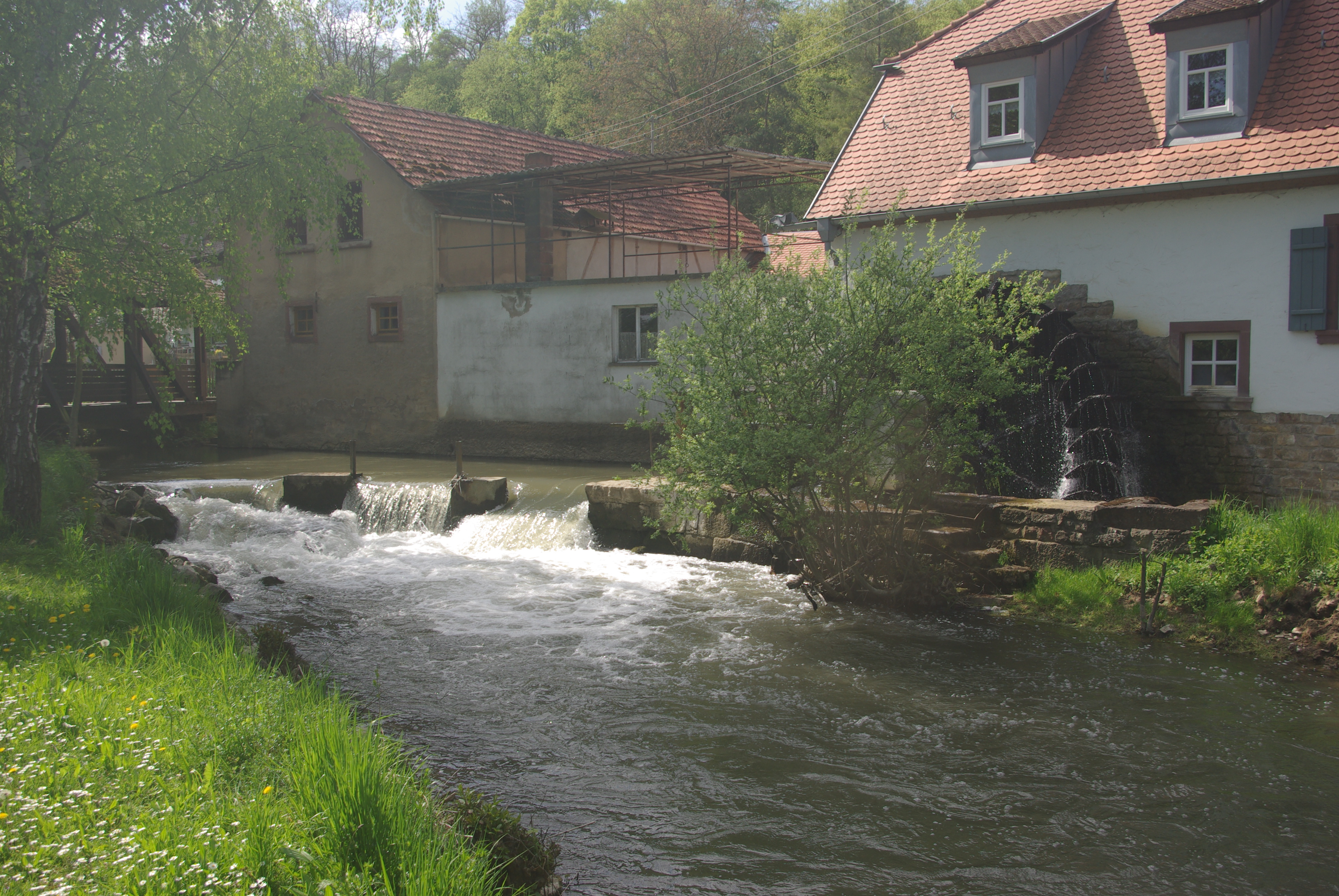
Untere Mühle in Eußenheim

- Tabaksmühle (An der Tabaksmühle 1)

(Die Mühle liegt im südlich von Eußenheim auf der linken Seite der Wern)
- Obere Mühle oder Mittlere Mühle (Obere Mühle 3)

(Die Mühle lag im Südosten außerhalb des alten Ortkerns von Eußenheim auf der linken Seite der Wern)
- Untere Mühle oder Hartmannsmühle (Untere Mühle 3)

(Die bis 1317 zurückführbare und unterschlächtige Mühle mit einem Wasserrad lag im Nordwesten außerhalb von Eußenheim auf der linken Seite der Wern. Das Mühlenanwesen wurde im 16. Jahrhundert  unter zwei Lehensherren aufteilt)
- Gössenheim
  - Gössenheim
    - Köbleinsmühle[99]

(Die Mühle liegt südlich von Gössenheim auf der linken Seite der Wern)
- Namenlose Mühle (Mühlgasse 17)

(Die Mühle lag am Westrand von Gössenheim, rechts der Wern)
- Sachsenheim

- Namenlose Mühle (Hirtengasse 1)

(Die Mühle lag am Nordrand des alten Ortkerns von Sachsenheim auf der linken Seite der Wern)
- Gemünden a. Main
  - Wernfeld
    - Gipsmühle[102][103] oder Papiermühle[104] (Sachsenheimer Str. 5)

(Die Mühle liegt auf der linken Seite der Wern. Sie war früher eine Papiermühle, dann eine Gipsmühle zum Aufmahlen von Gipsblöcken, und ist heute eine Wasserkraftanlage)
- Alte Mühle oder Wolzmühle (Sachsenheimer Str. 1)

(Die Getreidemühle liegt am Mühlbach auf der linken Seite der Wern. Sie wurde von 1911 bis 1930 erbaut)

## Bildergalerie

Entlang der Wern
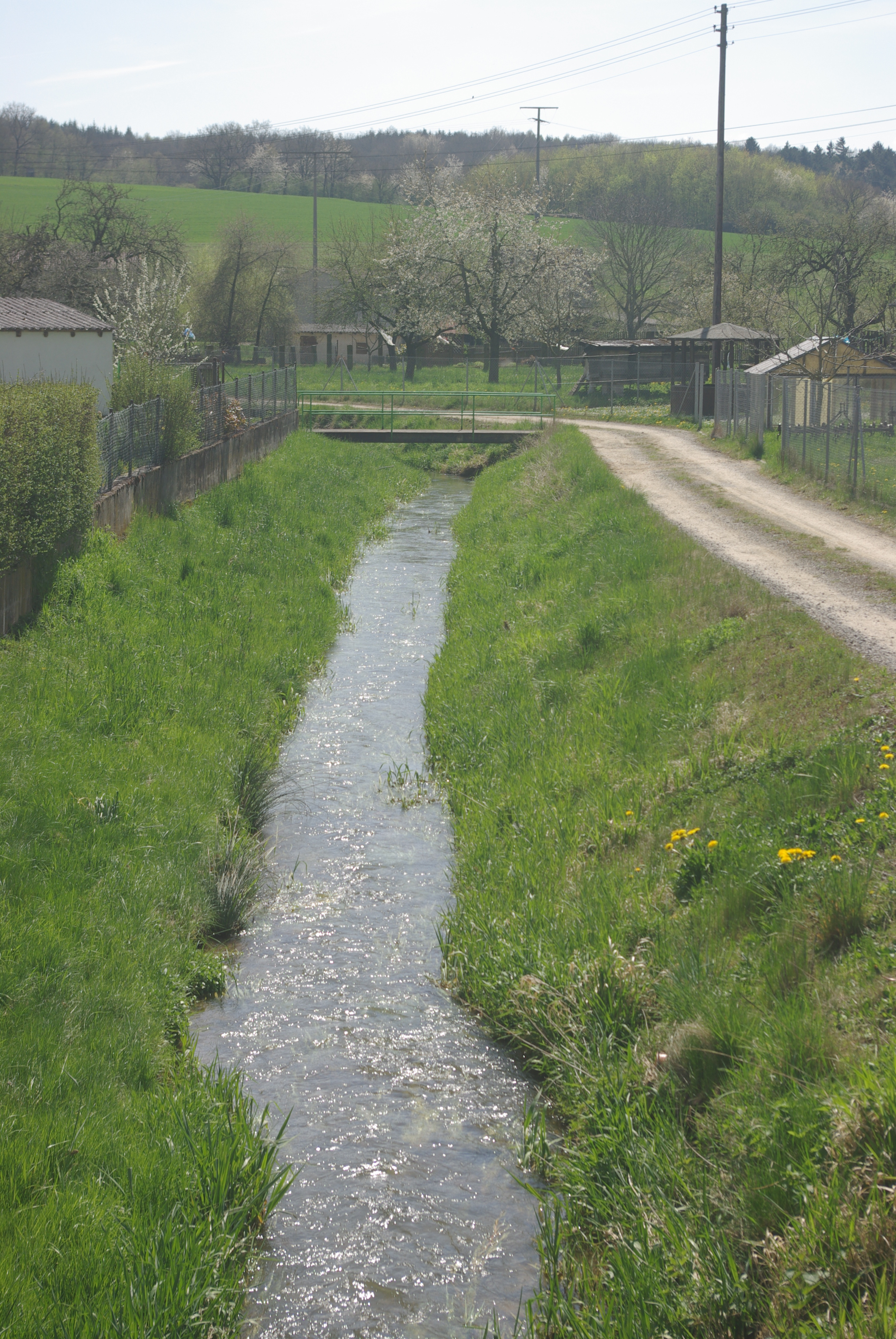
Junge Wern vor Pfersdorf
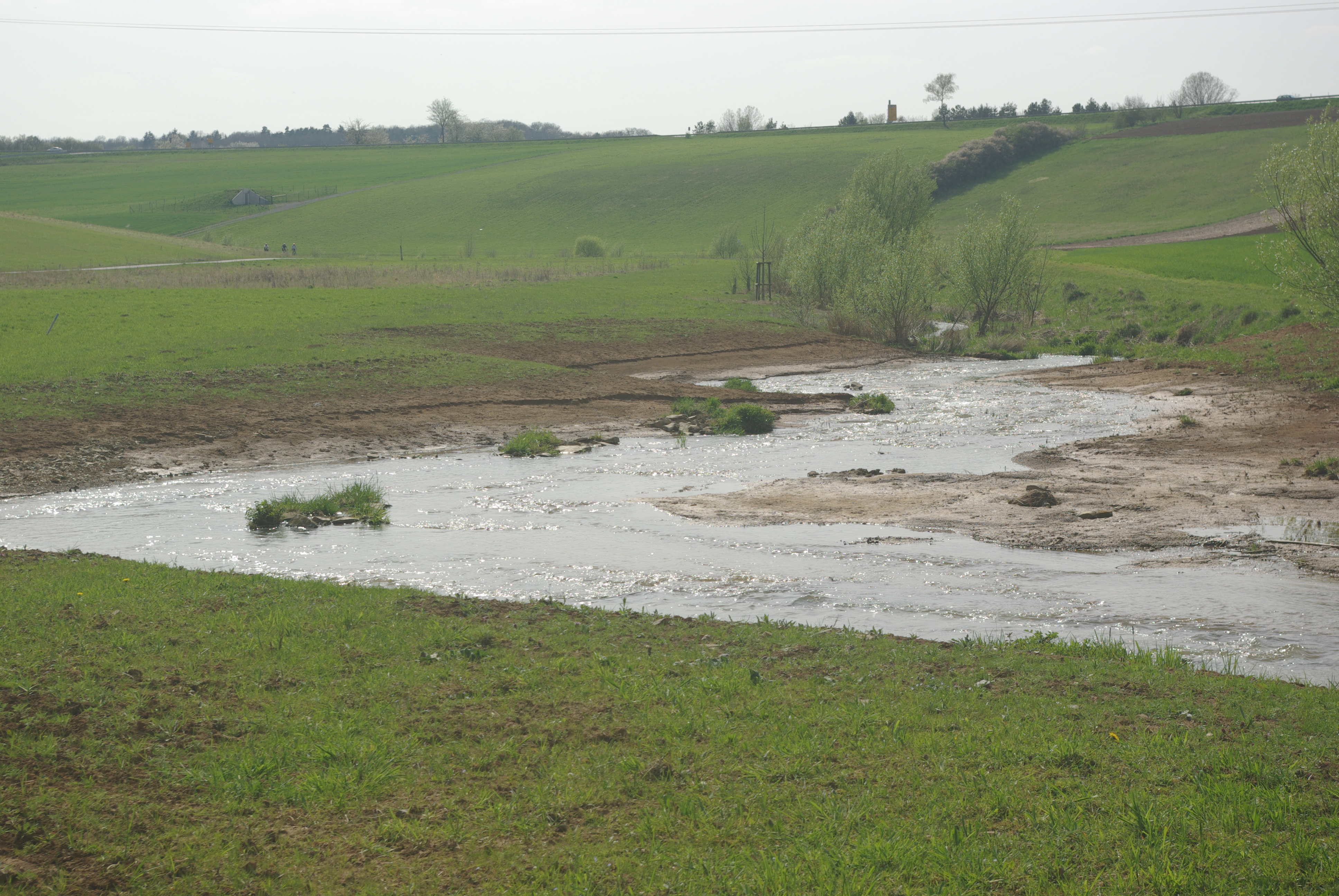
Renaturiert unterhalb von Pfersdorf, Nähe A 71
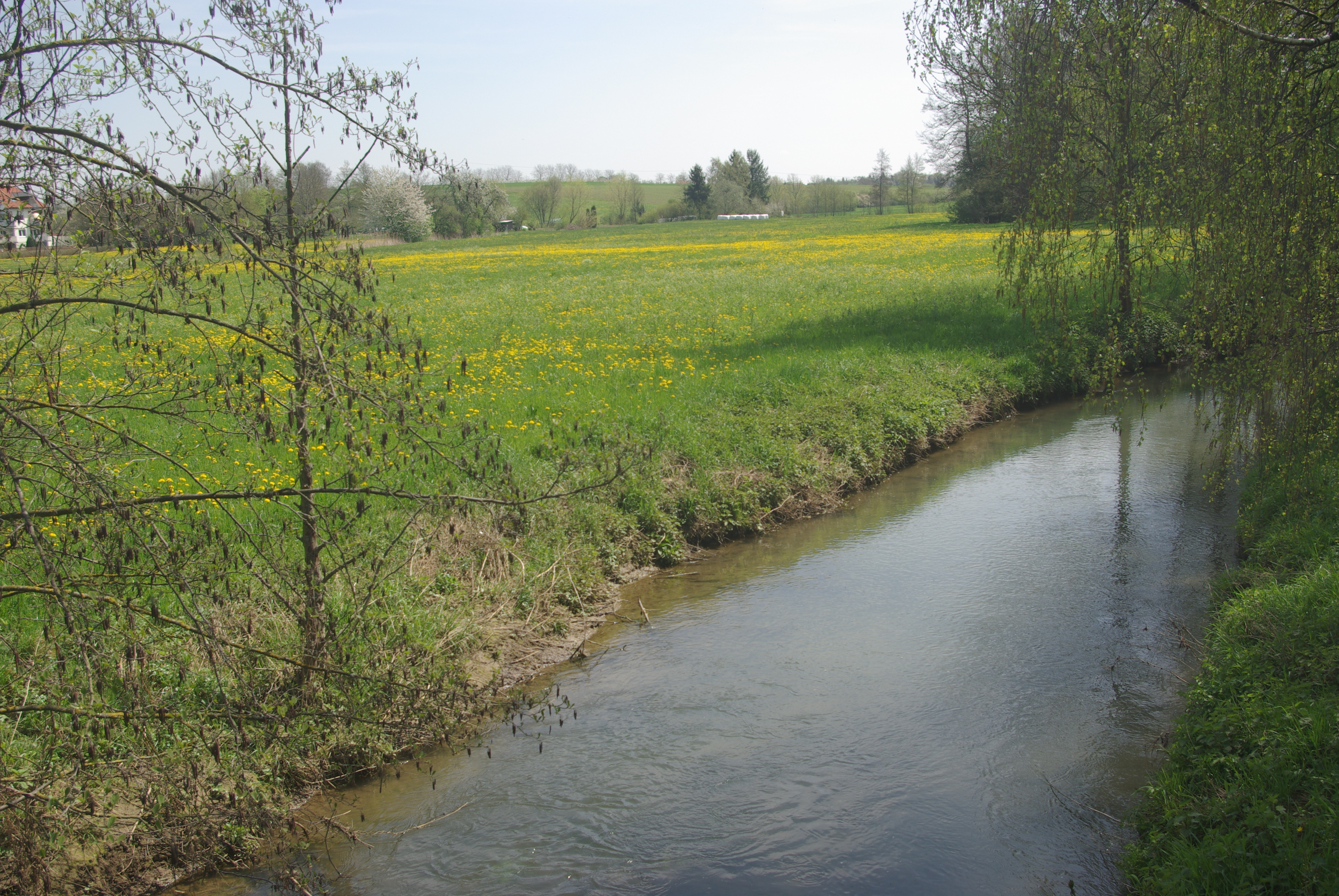
Unterhalb von Oberwerrn
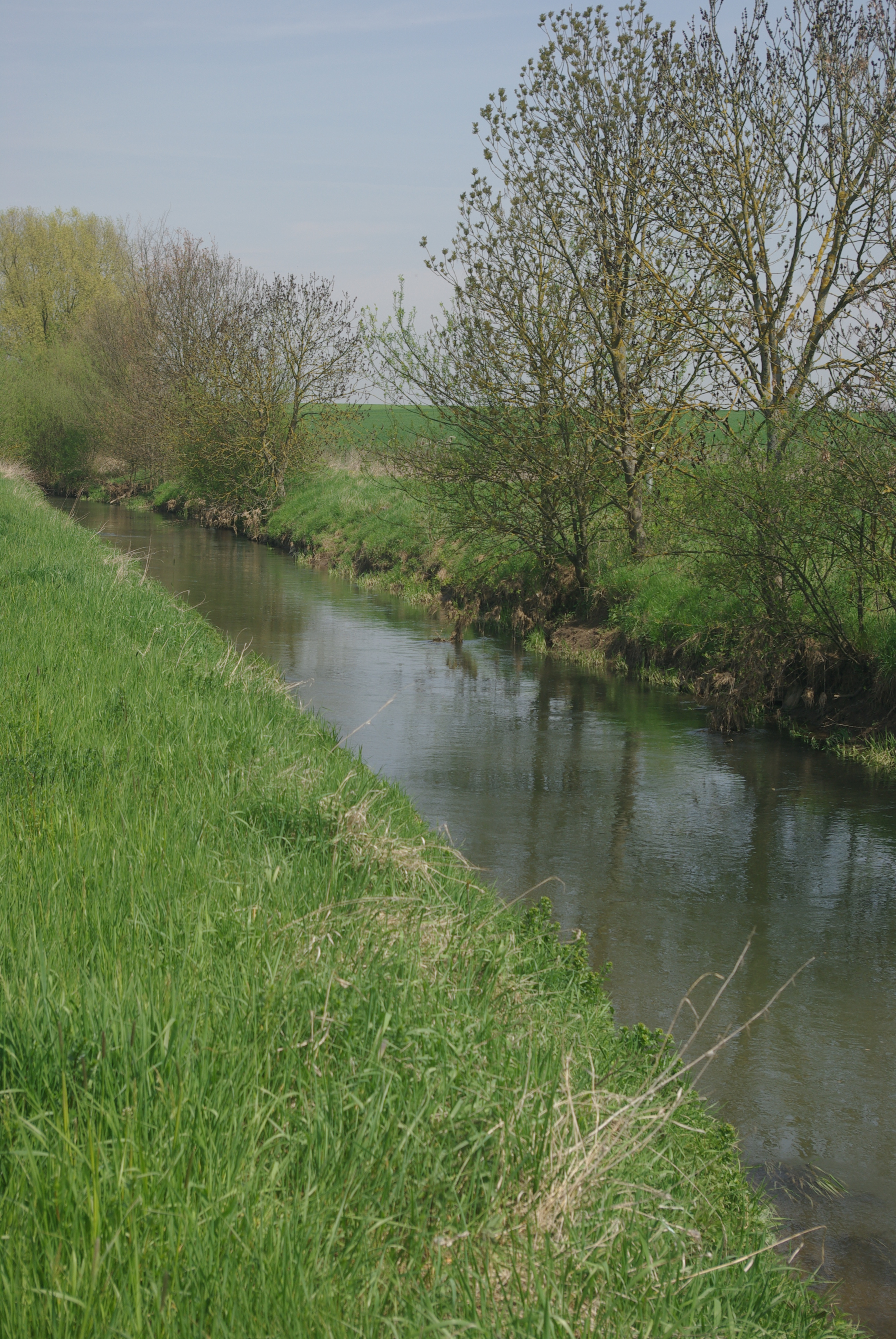
Bei Werneck-Schnackenwerth
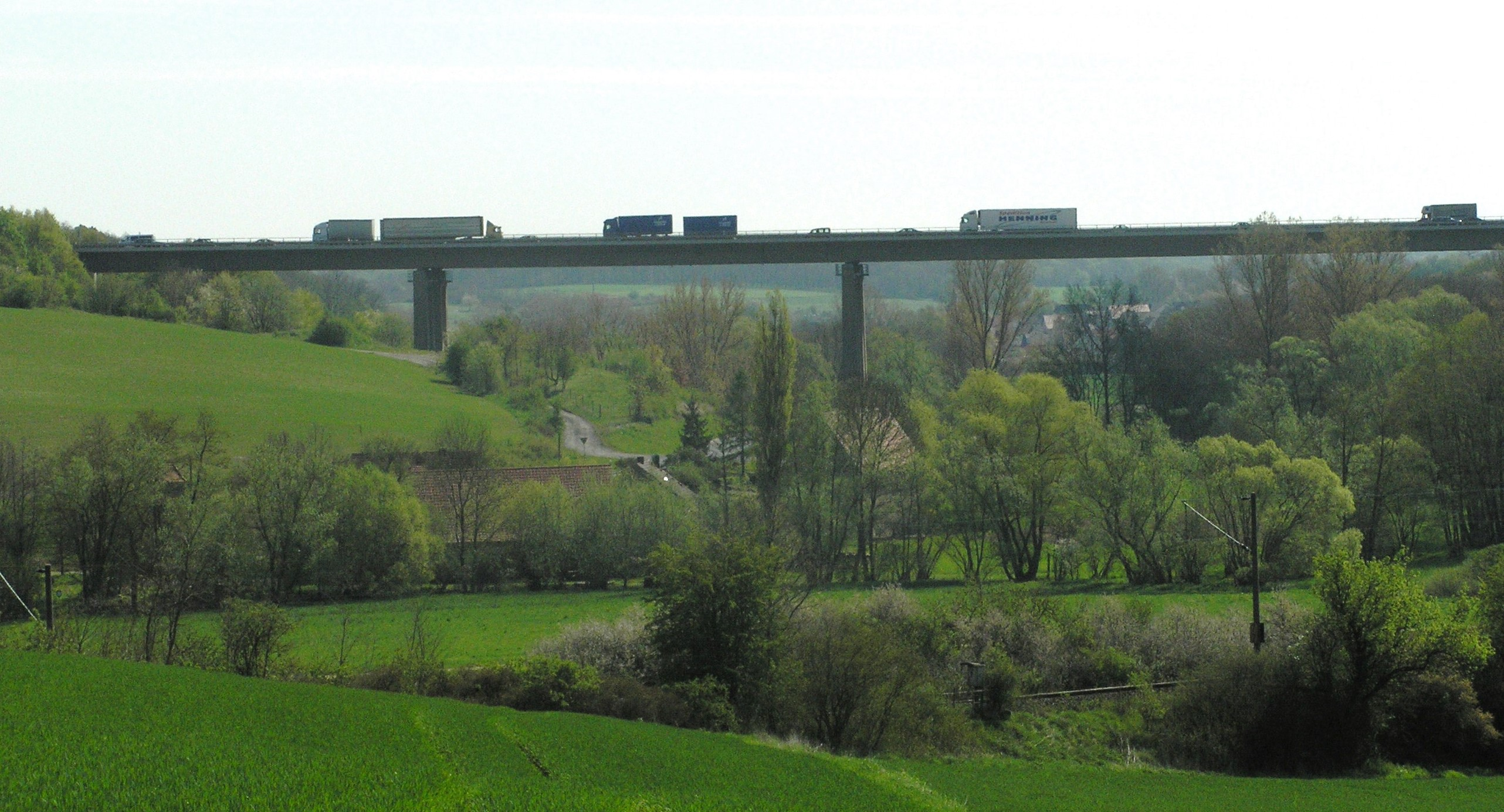
Talbrücke der A 7 bei Gänheim
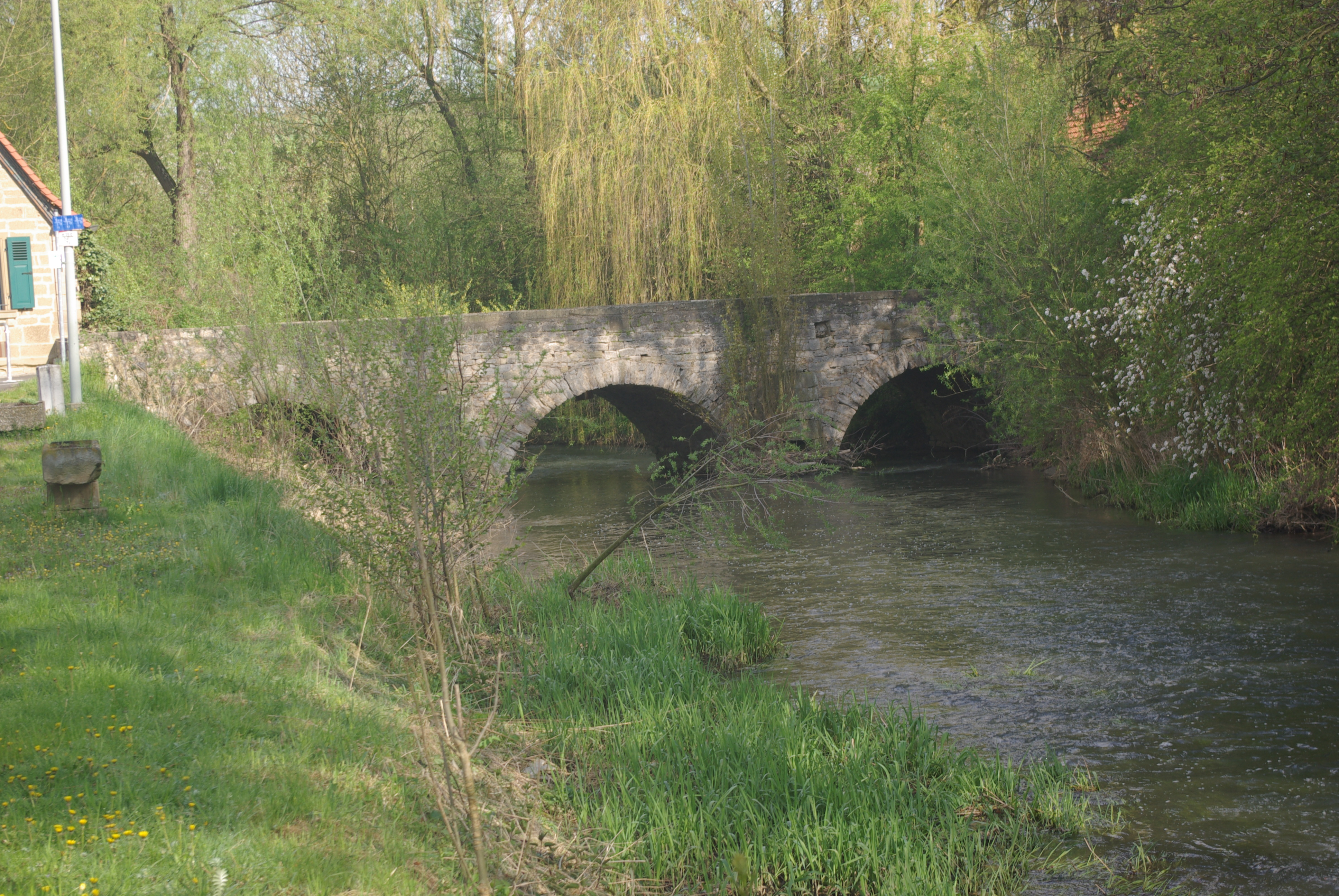
Alte Wernbrücke in Gänheim
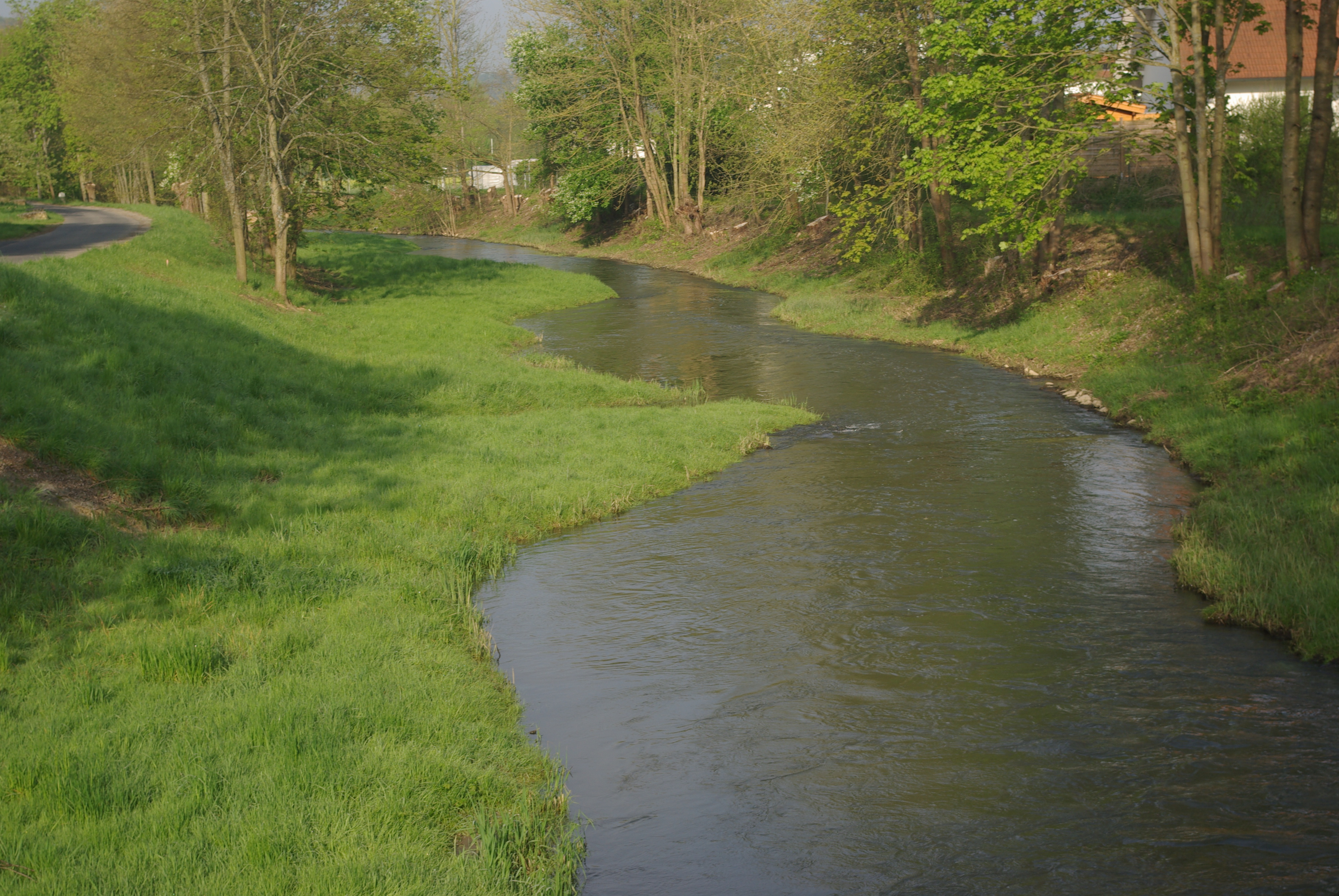
Renaturiert in Arnstein
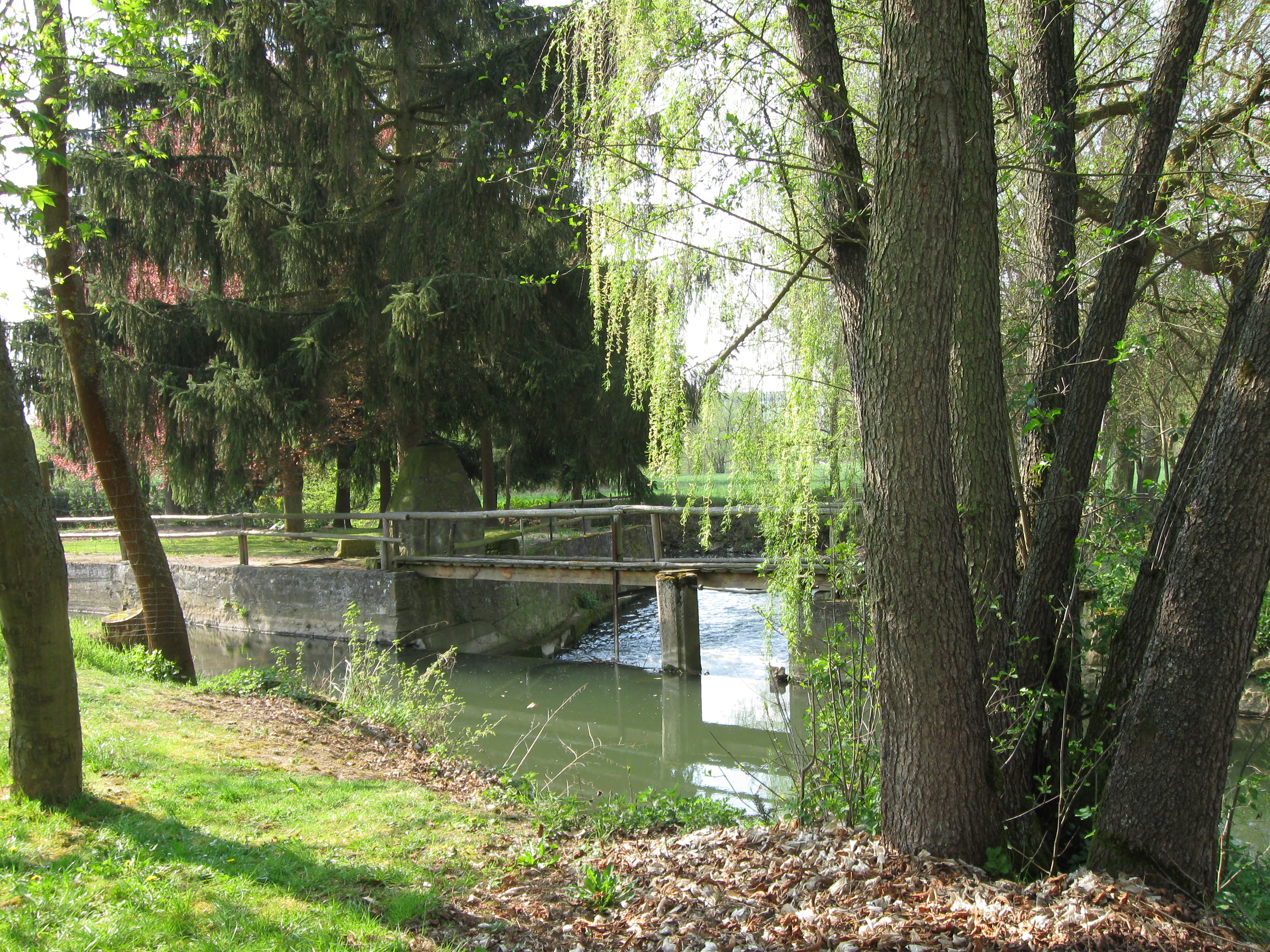
Abzweig des Mühlgrabens in Reuchelheim
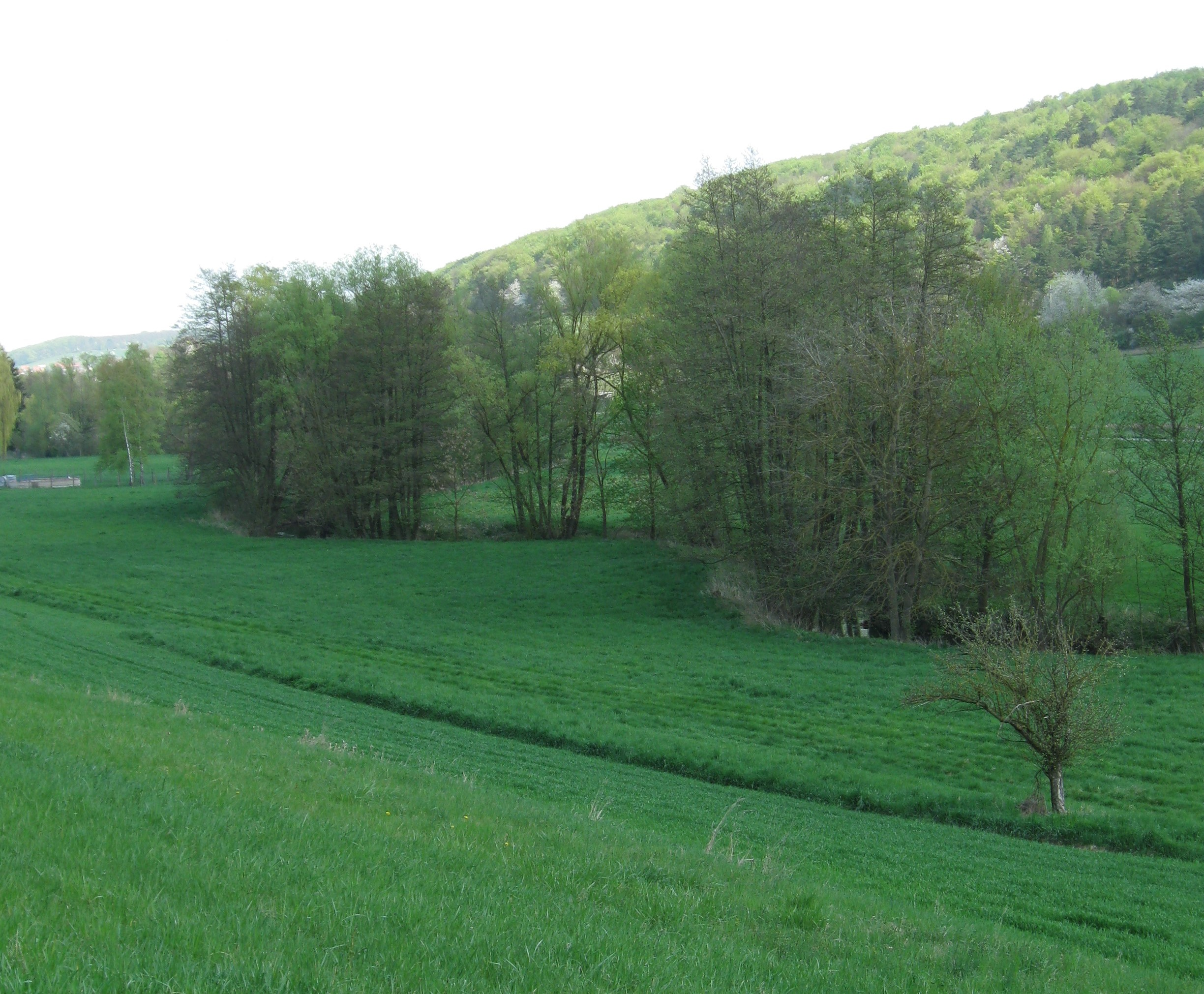
Bei Müdesheim
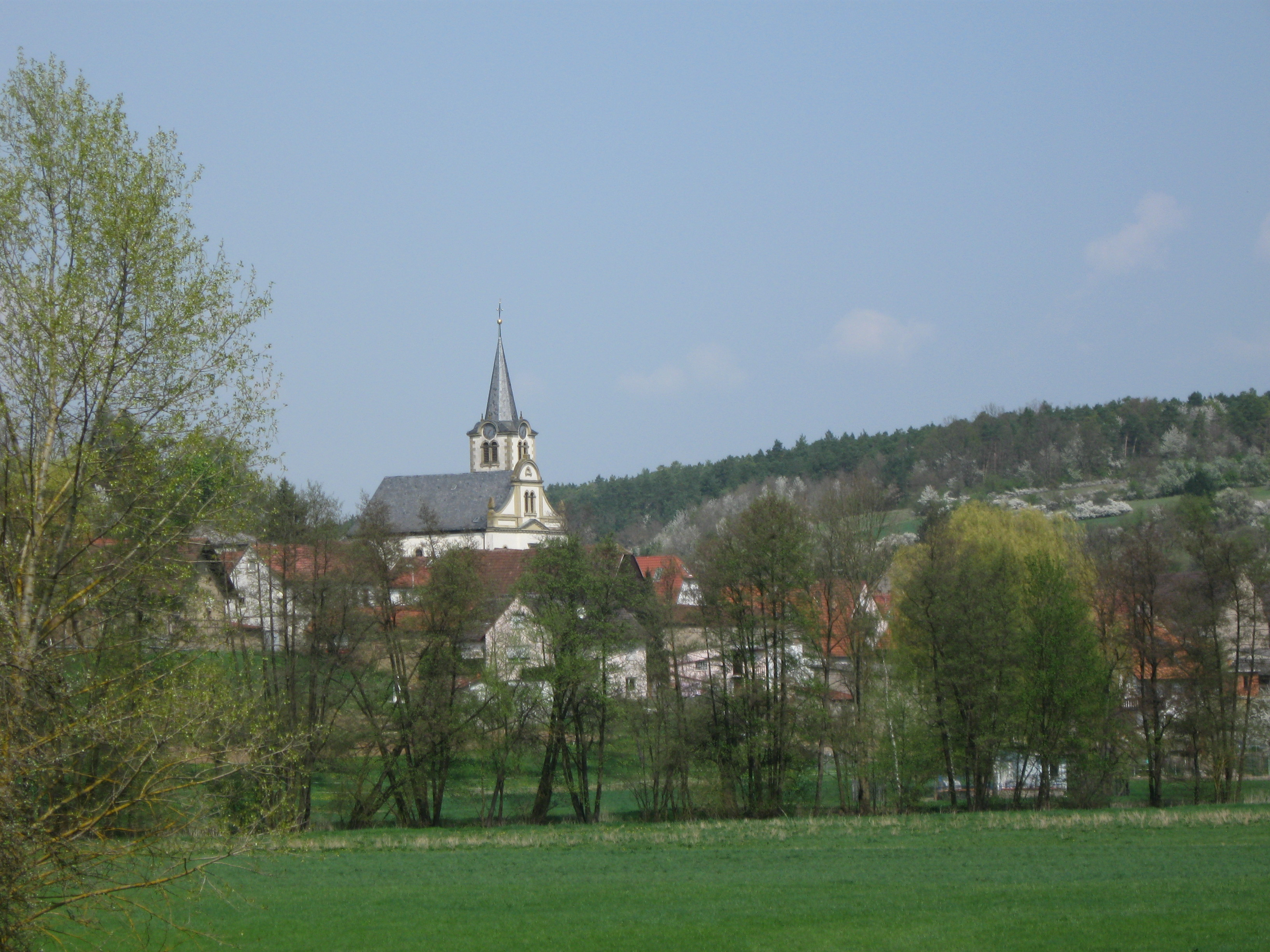
Bei Halsheim
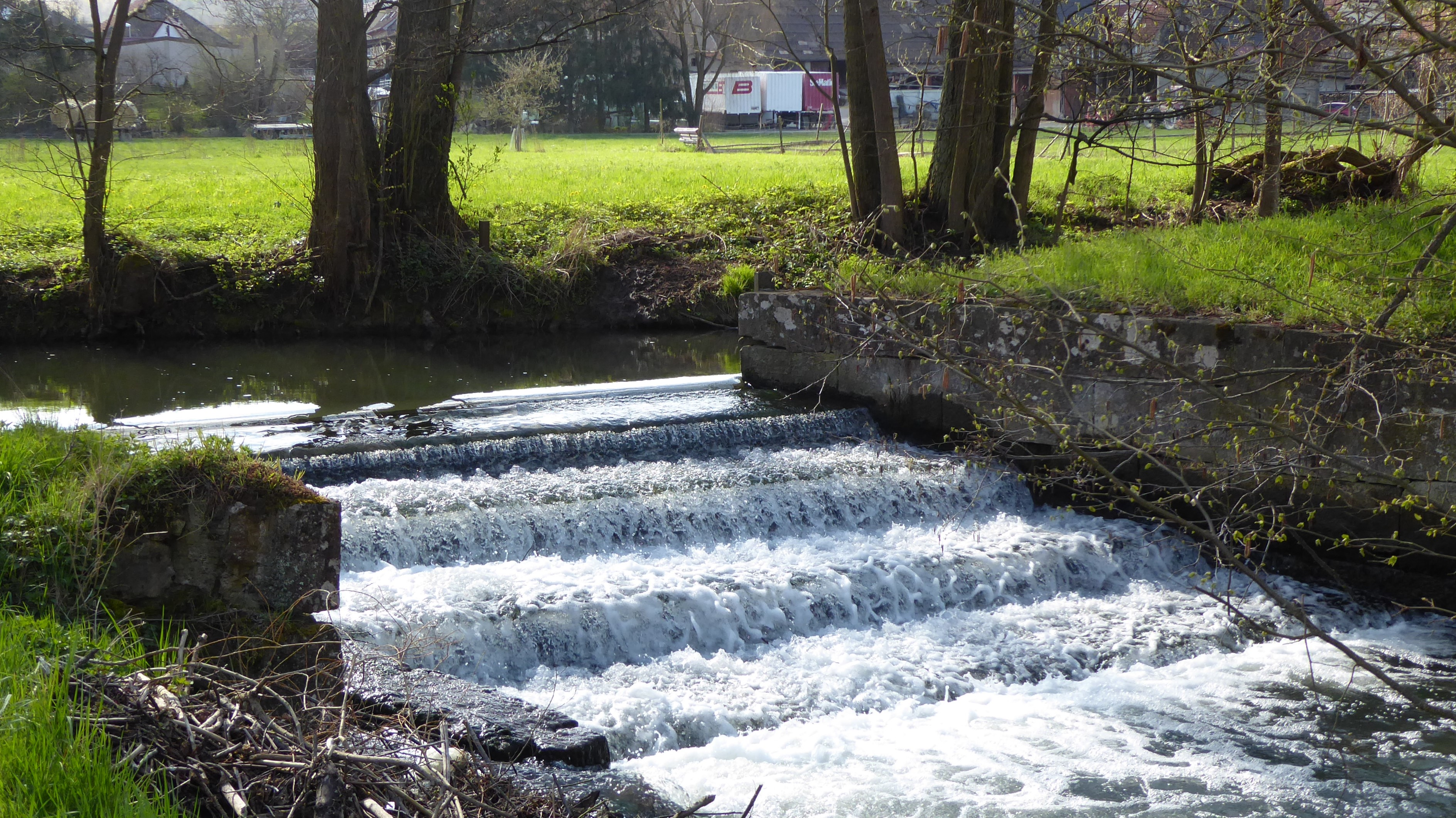
Flussteilung bei Binsfeld
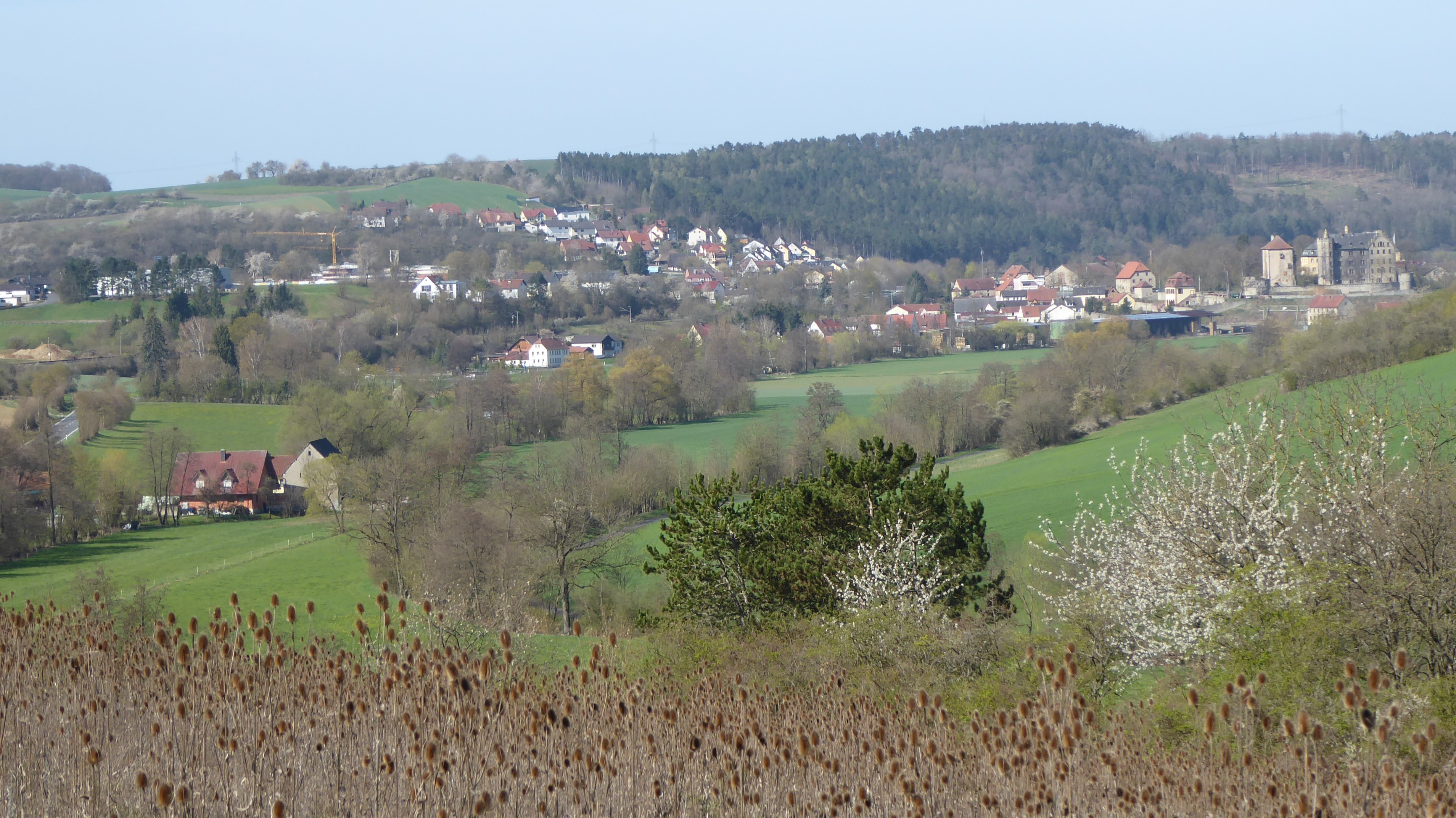
Beide Wern-Arme oberhalb von Thüngen
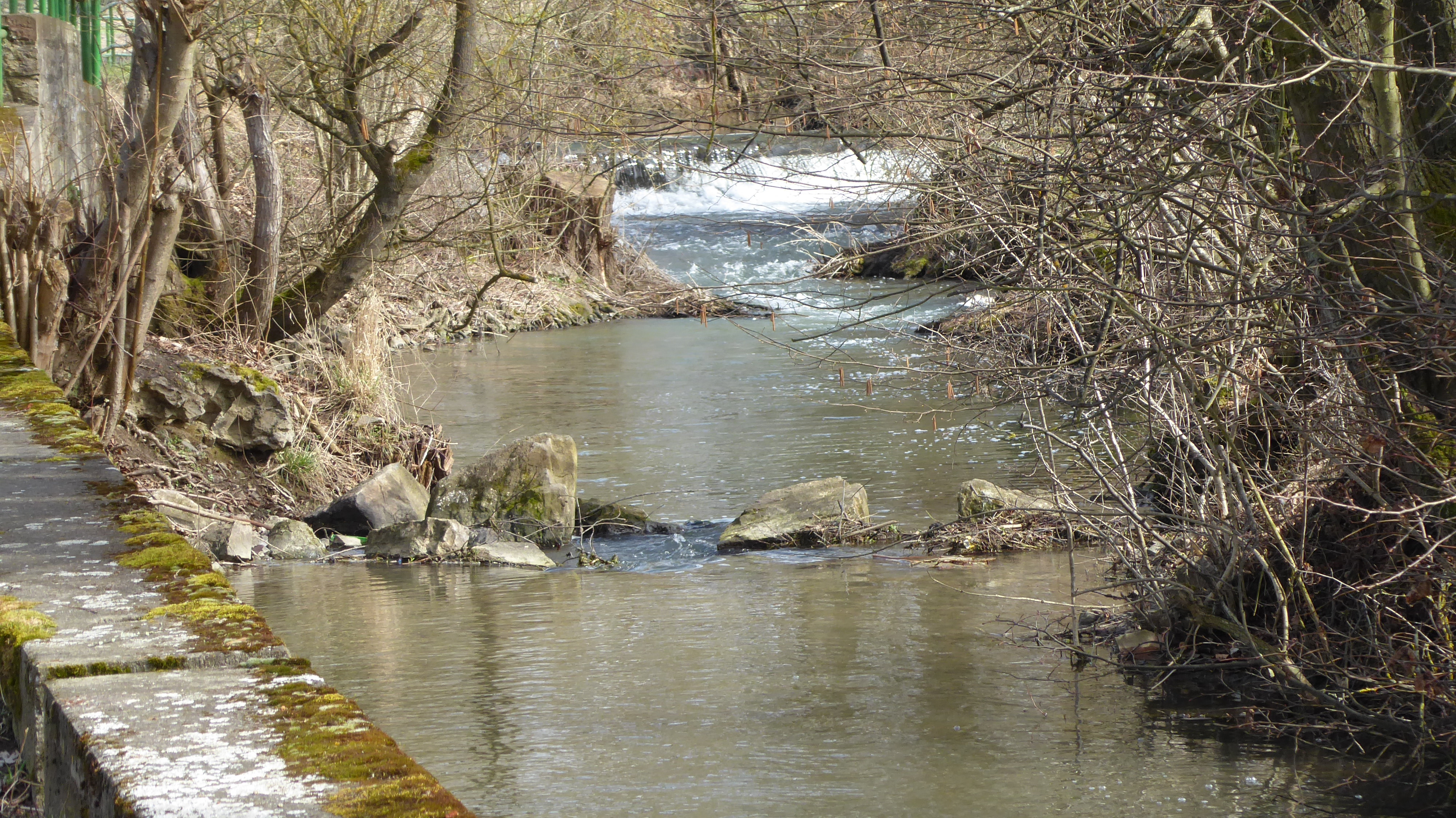
In Thüngen bei der Riedmühle
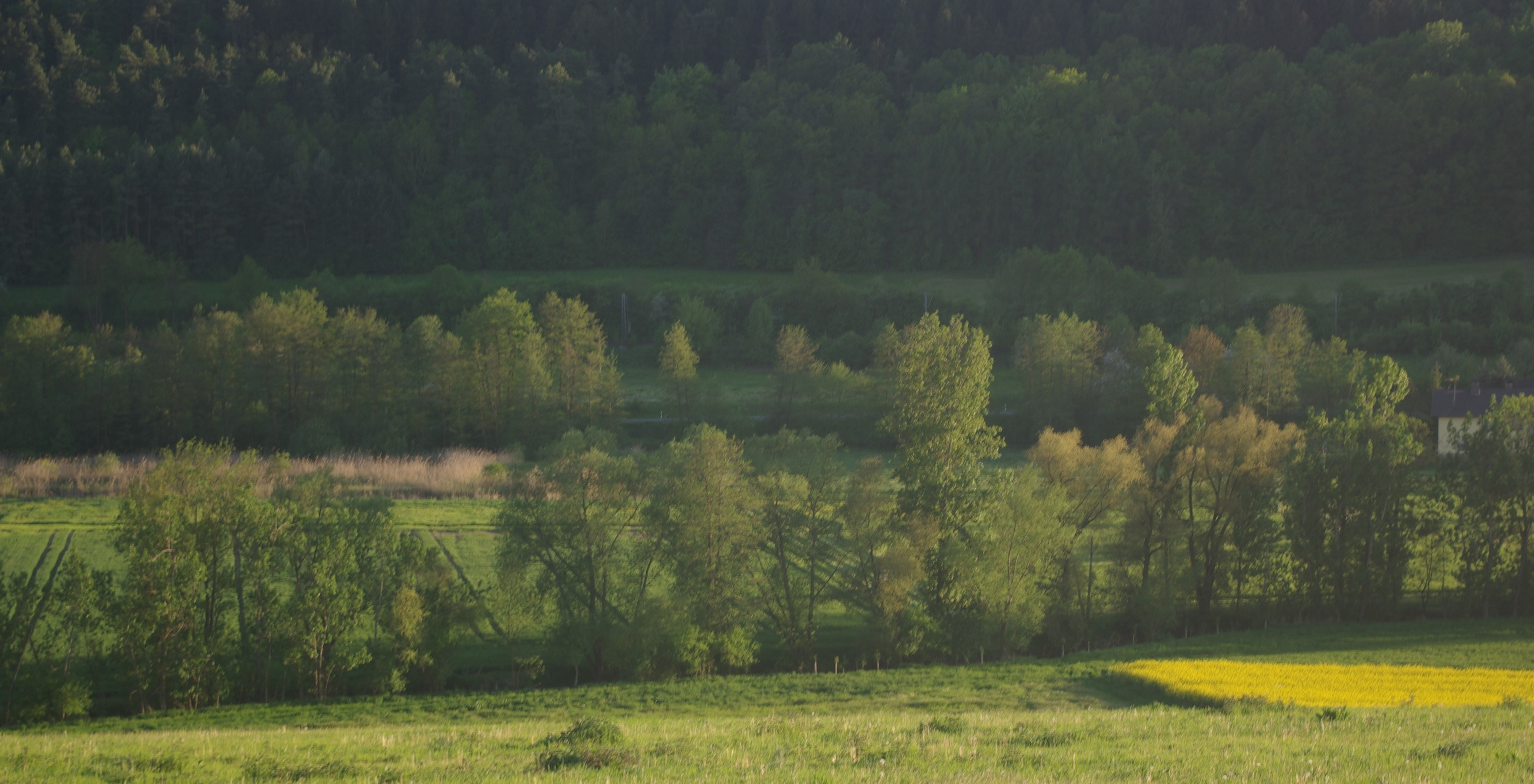
Unterhalb von Thüngen
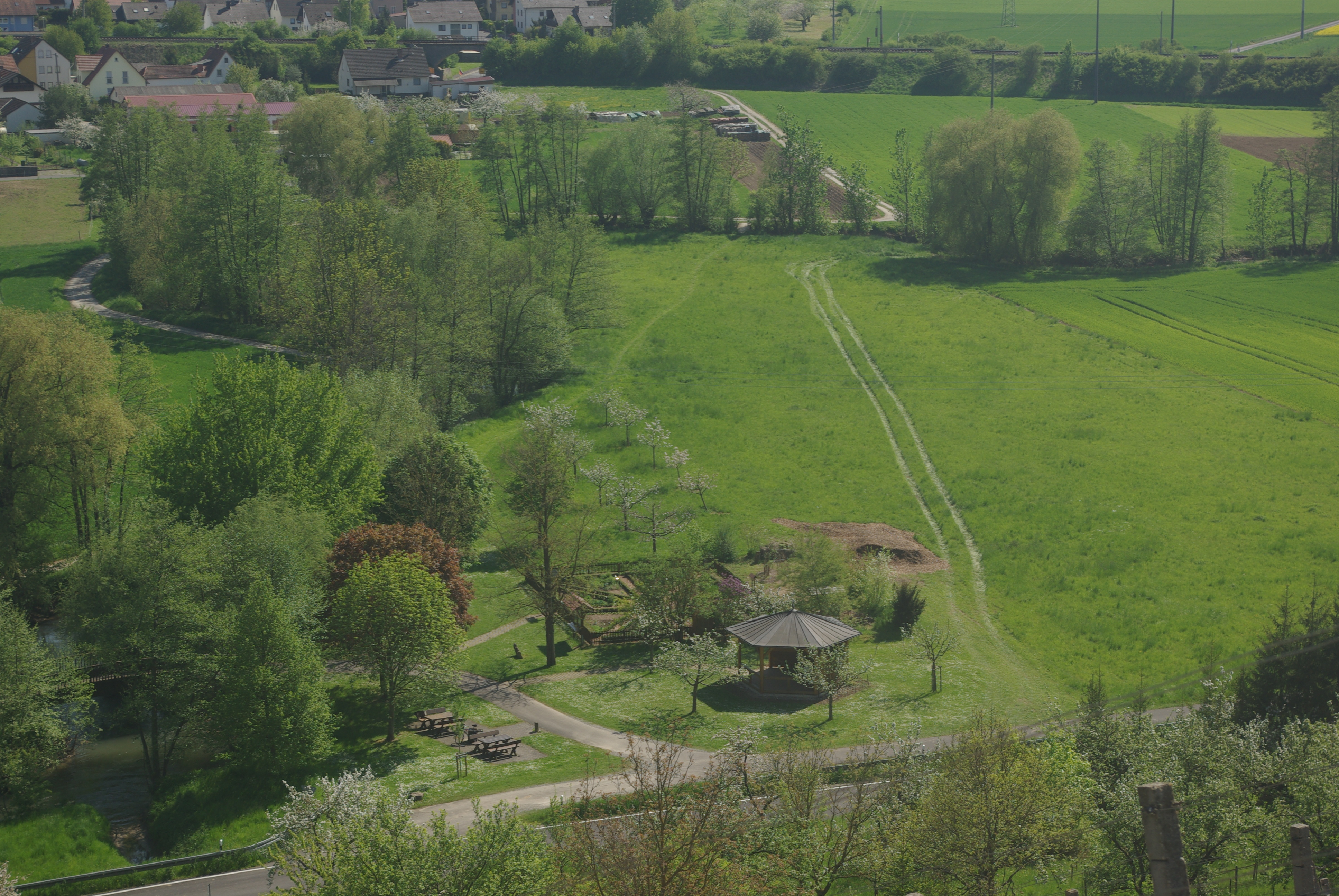
Bei Stetten
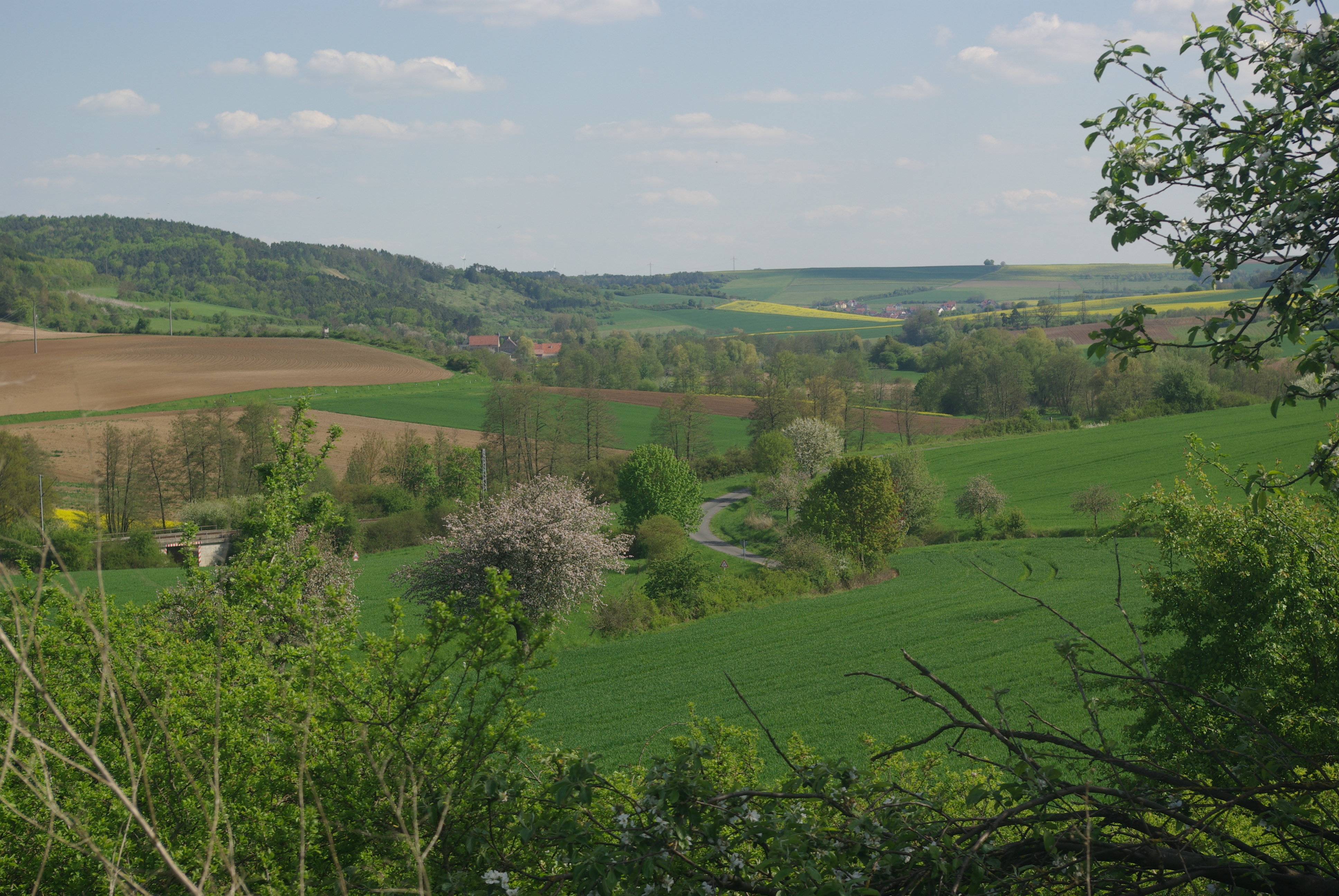
Zwischen Schönarts und Eußenheim
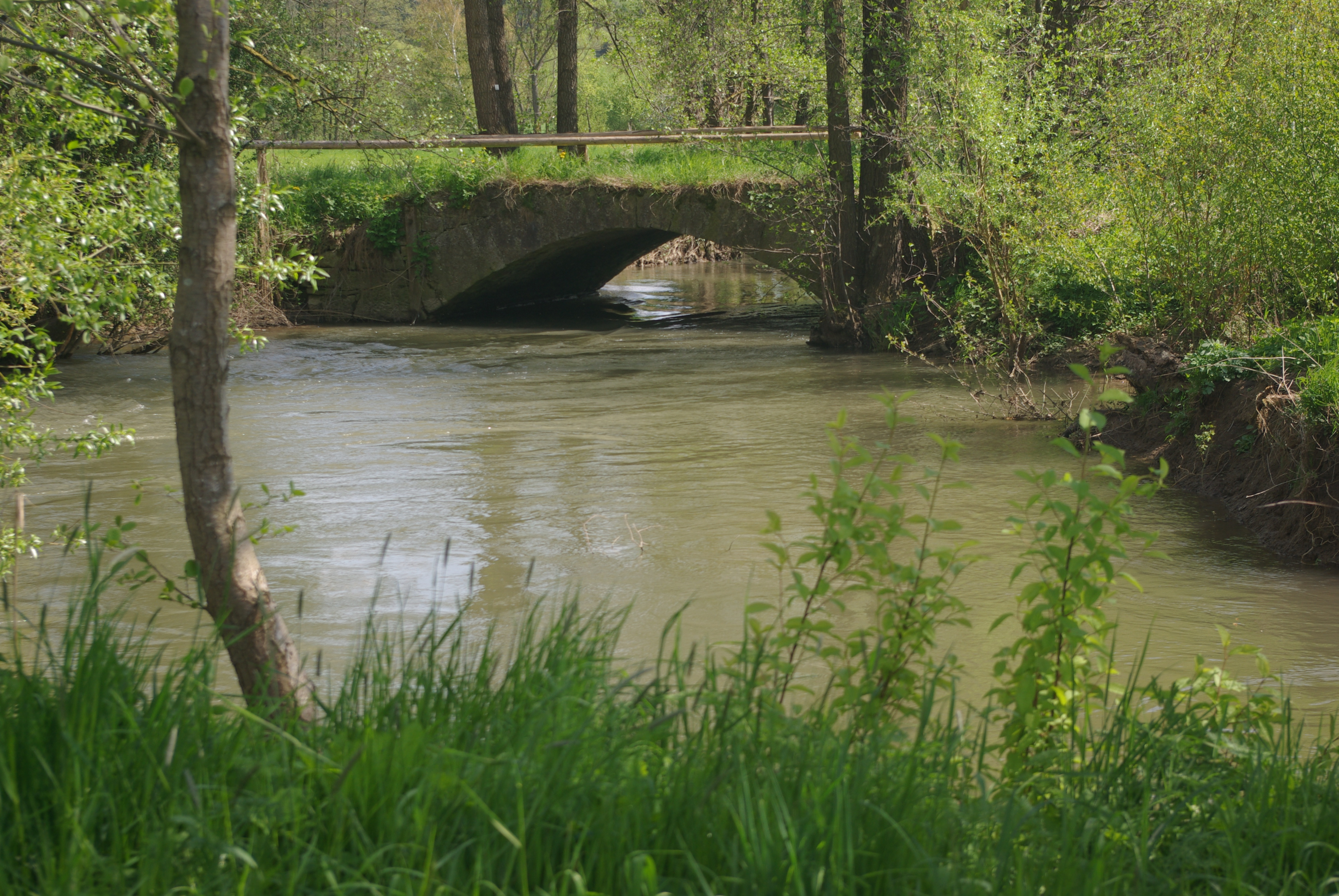
Wernbrücke bei Aschfeld
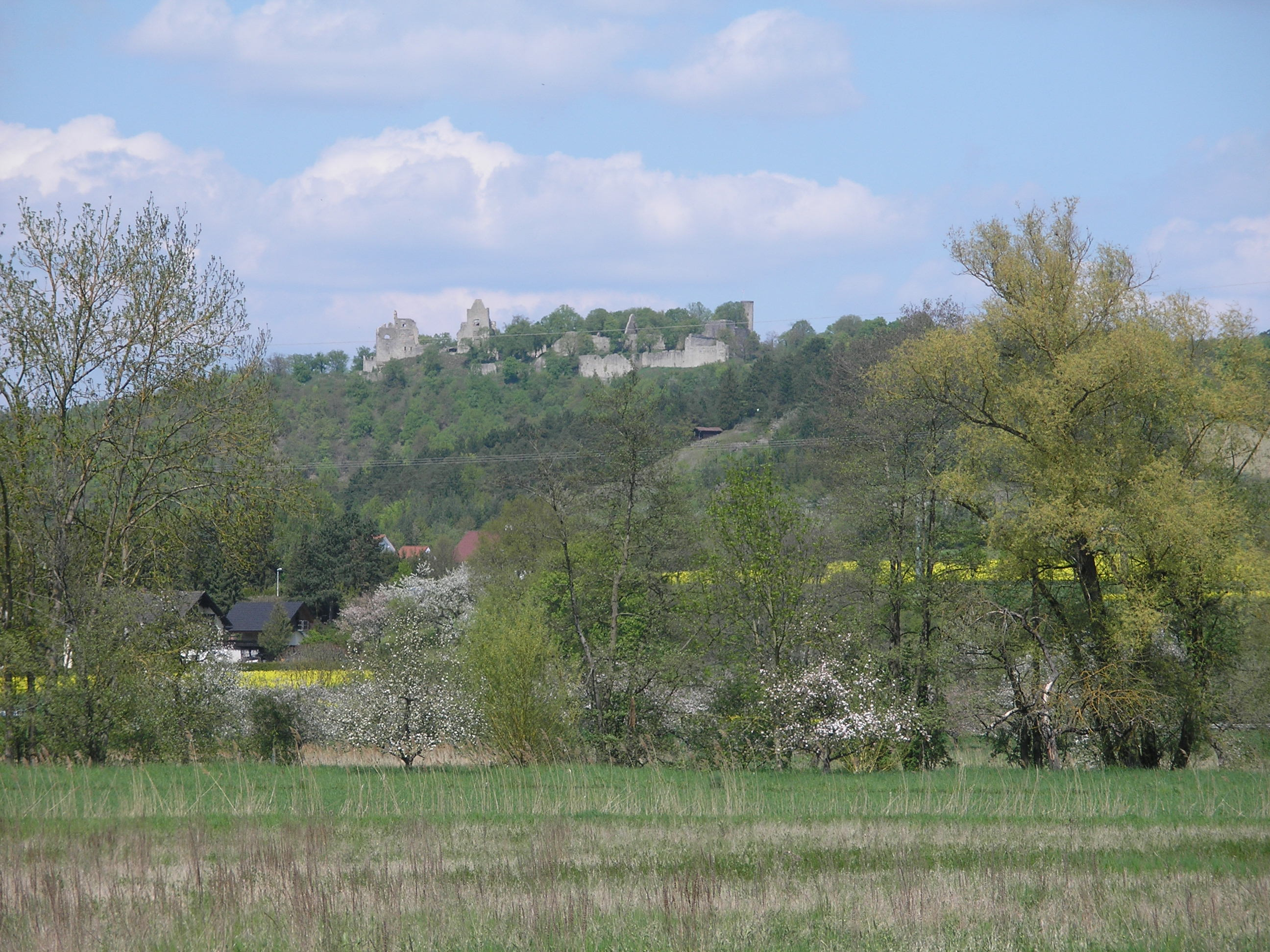
Bei Gössenheim
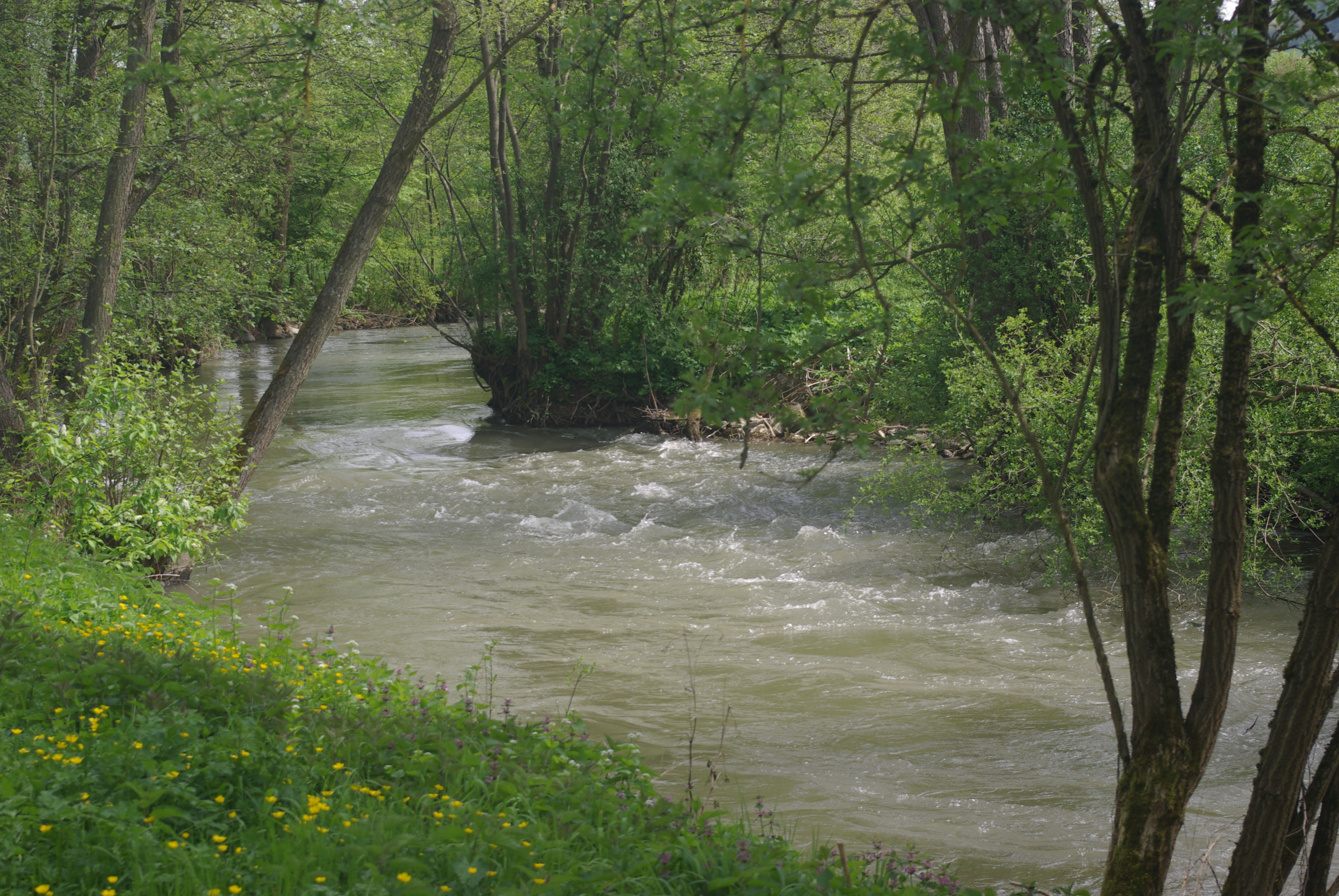
Bei Sachsenheim